# Viola da gamba
| Viola da gamba                                                                            |
| ----------------------------------------------------------------------------------------- |
| italienisch viola da gamba englisch viol französisch viole de gambe                       |
| Gambe von Joachim Tielke (1673) im Museum für Kunst und Gewerbe                           |
| Klassifikation                                                                            |
| Chordophon Streichinstrument                                                              |
| Stimmungen (Diskant, Alt/Tenor, Bass)                                                     |
| Stimmungen der Viola da gamba nach Silvestro Ganassi del Fontegos Regola Rubertina (1542) |
| Verwandte Instrumente                                                                     |
| Baryton, Viola d’amore, Viola bastarda, Lira da gamba, Lira da braccio                    |
| Musiker                                                                                   |
| Kategorie:Gambist                                                                         |

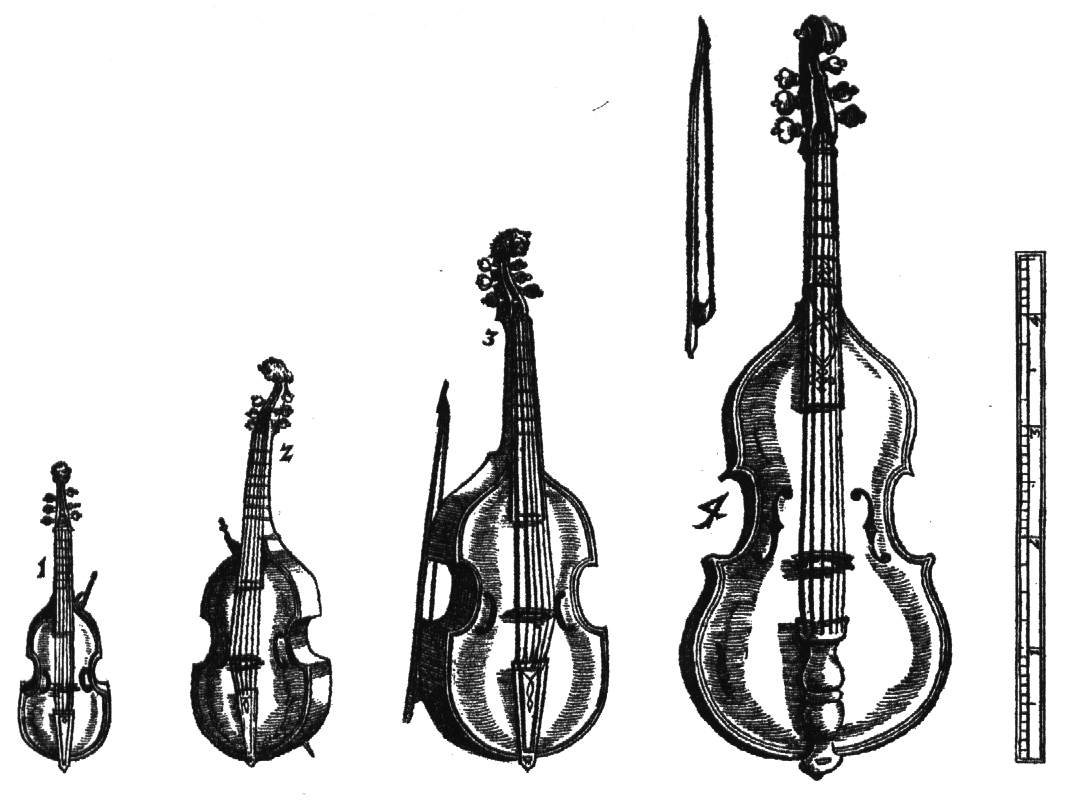
Die Gamben-Familie: 1.–3. Viola da Gamba (Diskant–Alt–Tenor/Bass); 4. Violone, Groß Viol-de Gamba Bass (aus dem Syntagma musicum)

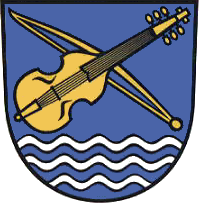
Gambe im Wappen von Gamstädt

Viola da gamba (italienisch [ˈvjɔːla da ˈɡamba], zu viola „Geige“ und gamba „Bein“; im Deutschen Gambe, früher auch Kniegeige, Beingeige oder Schoßgeige) ist eine Sammelbezeichnung für eine Familie historischer Streichinstrumente. Sie entstand zur selben Zeit wie die Violinenfamilie. Die Bezeichnung da gamba leitet sich von der Spielhaltung ab. Die Instrumente sämtlicher Stimmlagen – Diskant-, Alt-/Tenor-, Bassgambe und Violone – werden im Gegensatz zu den viole da braccio, das heißt „Armgeigen“, zwischen den Beinen gehalten. Die kleineren Typen werden auch mit dem Korpus so auf den Schoß gestellt, dass der Hals nach oben ragt.
Die Gamben entstanden wahrscheinlich im 15. Jahrhundert in Spanien. Sie haben fünf oder sechs, später auch sieben Saiten in Quart-Terz-Stimmung und ein mit Bünden versehenes Griffbrett. Den Bogen hält der Spieler im Untergriff. Die Gamben haben sich bis ins 18. Jahrhundert in der Musik zahlreicher europäischer Länder behauptet, vornehmlich in Italien und Frankreich, England und Deutschland mit jeweils eigenen Ausprägungen von Mensur und Baugestaltung sowie mit unterschiedlichen Funktionen beim Solo-, Ensemble- und Generalbass-Spiel. Mit dem Aufkommen von Violoncello und Kontrabass gerieten die Gamben, die bis dahin die Kammermusik von Akademien, Aristokratie und wohlhabendem Bürgertum bestimmt hatten, allmählich in Vergessenheit, gaben jedoch einige ihrer bau- und spieltechnischen Eigenheiten an die modernen Instrumente weiter. Vor allem durch die historische Aufführungspraxis erlebte die Viola da gamba seit Beginn des 20. Jahrhunderts eine Renaissance.

## Wort und Wortgeschichte

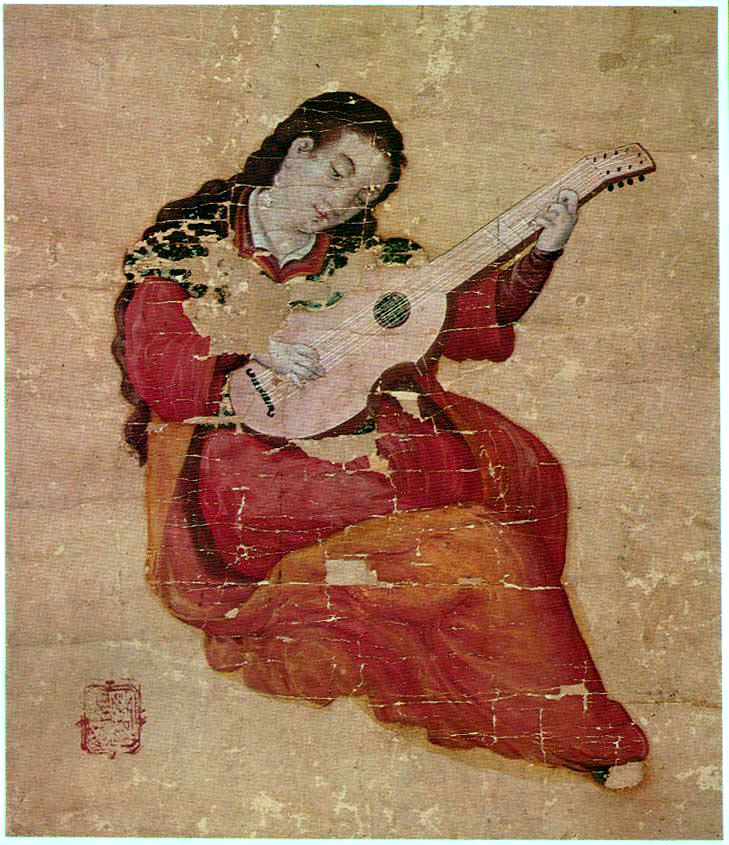
Handgezupfte Viola, oder Viola de Mano. Das Gemälde (um 1573–1615) stammt vom japanischen Künstler Hasegawa Nobukata.

Der aus dem Italienischen bzw. Altprovenzalischen stammende Ausdruck viola und seine etymologischen Verwandten (altfranzösisch vielle ‚Drehleier‘ und vièle ‚Fidel‘) sind seit dem Mittelalter bekannt. Deren Beziehung zum mittelhochdeutschen Wort fidel ist durchsichtig. Am frühesten belegt ist das mittellateinische viella, das ebenso die Fidel meint. Die unterschiedlichen Tonerzeugungsarten spiegeln sich am auffälligsten in der Familie der spanischen Vihuelas, die seit dem 13. Jahrhundert bezeugt ist und als Vihuela de péndola mit einem Federkiel angerissen, als Vihuela de arco mit dem Bogen gestrichen und als Vihuela de mano mit den Fingern gezupft wird; diese Bezeichnung hielt sich bis ins 16. Jahrhundert, während das Wort „Viola“ in anderen Sprachen bald auf Streichinstrumente eingeengt wurde. Ob alle diese Bezeichnungen, wie Johann Christoph Adelung vermutet, über das mittellateinische fiala „Saiteninstrument“ auf lateinisch fides „Lyra“ zurückgehen, kann nicht geklärt werden.
Im 16. Jahrhundert bildeten sich mit der Entwicklung des Instrumentenbaus Ableitungen zu viola. Diese betrafen zum einen das Format, z. B. violino und violetta als verkleinerte, violone als vergrößerte Bauform; zum anderen teilte sich die Violenfamilie nach der Spielhaltung in Armgeigen (viole di braccio) und Kniegeigen (viole di gamba), wobei in Italien die Gattungsbegriffe viola und lira weitgehend synonym angewendet wurden. Die Drehleier hieß in Italien lira tedesca oder lira rustica. Der Bezeichnung Viola da gamba ging der allgemein beliebtere Name violone voraus, der noch 1553 in Diego Ortiz’ Tratado de Glosas als Bezeichnung für die ganze Familie galt, bevor er allein den Bassinstrumenten vorbehalten war.
Die Bezeichnung Viola galt zunächst für die Violen- wie für die Violinenfamilie in sämtlichen Registern. Eine eingedeutschte Violdigamme oder Violdigamb bildete den Übergang, wenngleich die Gattungsbezeichnungen Viola und Geige sich bis zur Mitte des 18. Jahrhunderts noch nicht trennten. Die Trennung und die Zusammenfassung als Instrumentenfamilie erfolgten erst am Ende des Jahrhunderts parallel zur Neubildung Kniegeige, während die Tenor- und Bassinstrumente allmählich dem Violoncello und die Diskantgambe der Barockvioline wichen. Im 18. Jahrhundert haben die modernen Bauformen die Gamben bereits so weit verdrängt, dass das Wort auf die unteren Stimmlagen beschränkt war.
In nahezu allen anderen europäischen Sprachen setzte sich der italienische Terminus viola di [da] gamba durch, so im Englischen viol (de gamba) und teilweise gambo(violl), im Französischen viole (de gambe), im (frühen) Niederländischen fiool de gamba, im Russischen виола. Zur Unterscheidung von der heute gebräuchlichen Viola bildete sich eine neue Bezeichnung heraus, die nach der Stimmlage der Bratsche heißt: englisch und französisch alto, polnisch Altówka, russisch альт. Einzig das Norwegische kennt wie das Deutsche Bratsj und Gambe.

## Instrumente
Michael Praetorius beschreibt in De Organographia (1619), dem zweiten Teil des Syntagma musicum, die Familie der Gamben folgendermaßen:

„Und haben den Namen daher/ daß die ersten [d. h. Viole de Gamba] zwischen den Beinen gehalten werden: Denn gamba ist ein Italienisch Wort/ und heist ein Bein/ legambe, die Beinen. Und dieweil diese viel grössere corpora, und wegen des Kragens lenge/ die Säiten auch ein lengern Zug haben/ so geben sie weit ein lieblichern Resonanz/ Als die anderen de bracio, welche uff dem Arm gehalten werden. (…) Die Violen de Gamba haben 6. Saiten/ werden durch Quarten, und in der Mitten eine Terz gestimmet/ gleich wie die sechs Chörichte Lauten. (…) Die Alten haben dieser Violen de gamba, wie im Agricola zu finden/ dreyerley Arten gehabt: Dann etliche sind mit drey Säitten; Etliche mit vier; Und etliche (…) mit fünff Säitten bezogen worden.“

### Entstehung
Die Gambenfamilie hat drei Vorläufer: den Rabāb, die Laute und die Viella. Der Rabāb (arabisch رباب) war mit der maurischen Kultur nach Spanien gelangt und ist seit dem 10. Jahrhundert als bundloses Zupf- und Streichinstrument mit zwei einfachen oder doppelten Saiten bekannt. Das Streichinstrument wird im Schoß gehalten oder hängt von der Griffhand herab. Es wird mehr mit dem Untergriff als mit dem Obergriff gespielt. Der Untergriff hat den Vorteil, dass mehr Kraft ausgeübt werden kann. Außerdem werden die Bogenhaare mit Fingerdruck gespannt – wie beim Kontrabass, der auch eine Gambe ist (und nicht etwa ein größeres Cello). Der lange Bogen erlaubt es dem Spieler, ganze Passagen auf einen Strich zu spielen, anstatt für jeden Ton zwischen Auf- und Abstrich wechseln zu müssen.
Auch die Laute, die Spieltechnik und Namen dem Oud (arab. عود) entlehnte, war eine Entwicklung des arabischen Kulturkreises. Allein in Spanien stand sie im 16. Jahrhundert in Konkurrenz zur Vihuela, im übrigen Europa entwickelte sie sich in zahlreichen Bauformen zum beliebtesten Zupfinstrument, denn durch die Anzahl ihrer Saiten ließ sie den Spieler beliebig transponieren. Die Bünde und die darauf beruhende Tabulaturnotation machten das Instrument leicht erlernbar. Informationen über die Spieltechnik konnten relativ einfach niedergeschrieben werden.
Vieles spricht für die Herkunft der Viella aus Nordfrankreich oder Flandern. Sie war ein der Fidel ähnelndes „Modeinstrument“ des 12. Jahrhunderts, das nach Spanien gelangte und in der Vihuela sowohl etymologisch als auch bautechnisch weiterlebte: Im Gegensatz zu den runden Korpora von Rebab und Lauten besitzt sie einen flachen Boden und seitlich eingerundete Zargen wie die Gitarre. Die von Johannes Tinctoris in De usu et inventione musicae (um 1487) beschriebenen Vihuelas werden schon nach ihren Spieltechniken Zupfen und Streichen unterschieden. Einige Bilddarstellungen der Vihuela da mano aus dem 15. Jahrhundert lassen die spätere Gambenform bereits klar erkennen. Die Viola da Gamba war in der Summe eine gestrichene Vihuela da mano mit Stimmung, Bünden und Saitenzahl der Laute sowie Spielhaltung und Bogenhaltung des Rebab.
Als Produkt dreier Bautypen blieben die Violen einerseits bautechnisch ohne einheitliche Normen, die lange und kurze Hälse kannten, runde und flache Schultern, unterschiedliche Formen von Schalllöchern; andererseits eigneten sie sich in ihrer Vielgestalt zum solistischen Spiel als Melodieinstrument ebenso wie im Gambenconsort als Akkordinstrument – und nicht zuletzt im Generalbass. Geprägt von drei Kulturen, gelangte die Viola da gamba nach Italien, als die Katholischen Könige am Ende der Reconquista 1492 zur „Reinerhaltung des Blutes“ Juden und Muslime aus Spanien vertrieben. Mit jüdischen Musikern gelangte sie an den Hof der Este in Ferrara und an die humanistischen Akademien.

### Allgemeine Bauform

Wie viele historische Instrumente besaß die Viola da gamba keine einheitliche Gestalt: Korpusformen unterschieden sich in Einzelheiten wie Umriss, Zargen oder Schalllöchern. Die hier abgebildeten Umrisse stammen von Meistern derselben Epoche, aus unterschiedlichen Regionen. Von links nach rechts:
Jakob Stainer (Absam in Tirol 1673), Joachim Tielke (Hamburg um 1699), Barak Norman (London 1699), Nicolas Bertrand (Paris 1701), Pieter Rombouts (Amsterdam 1708)

Steg einer siebensaitigen französischen Bassgambe von Dieulafait (um 1720)

Die Viola da gamba wurde in drei Größen gebaut, Diskant, Alt/Tenor und Bass. Ihre beiden Entwicklungsstufen unterscheiden sich vor allem durch die Stimmung. Während der nordalpine Typ, der möglicherweise flandrischen Ursprungs war, fünf in Quarten gestimmte Saiten besaß, war der südalpine Typ aus Italien sechssaitig und hatte die Quart-Terz-Stimmung der Lauten übernommen. Die italienische Form erwies sich als besser und verdrängte im Laufe des 17. Jahrhunderts die nordalpine. Sie zeigte bereits die Gestaltungsmerkmale der klassischen Gambe, die spitz zulaufenden Oberbügel bzw. Schultern und den flachen Boden.
Bis zum Beginn des 17. Jahrhunderts sind es Instrumente im 12′-Register, wie sie die Theoretiker Praetorius, Pietro Cerone und Adriano Banchieri beschrieben. Noch das in Marin Mersennes Harmonie universelle (1636) abgebildete und mit einer Höhe von 4¼ Pariser Fuß (146 cm) bezeichnete Bassinstrument behielt diese Lage bei, die im Ensemblespiel Transpositionen erforderte, um die Stimmungen der unterschiedlichen Instrumente aneinander anzupassen. Die Mensur misst ungefähr 80 cm (zum Vergleich: Der Kontrabass hat 102–108 cm, das Violoncello 69–71 cm an schwingender Saite), bei Tenor-Gamben ungefähr 60 cm, im Alt 50 cm, im Diskant 40 cm.
Die Decke der Viola da gamba besteht gewöhnlich aus Fichtenholz, Boden, Zargen und Hals samt Schnecke aus unterschiedlichen Ahornhölzern. Auch Birke und Obsthölzer wie Pflaume und Kirsche sind geeignete Bodenhölzer. Auf dem innen mit Leisten verstärkten Boden, der unterhalb des Oberklotzes abgeschrägt ist, sitzt der Zargenkranz, der mit Eckklötzchen verstärkt wird. Im Unterschied zur Violinenform ragen diese jedoch nicht aus, die Mittelbügel bleiben stumpf. Die Decke bog der Instrumentenbauer – anders als bei den heutigen industriell gefertigten Kontrabässen – meist nicht über Dampf, sondern stach sie aus massivem Holz. Moderne Nachbauten gehen mehr und mehr zum Dampfbiegen über. Im Gegensatz zum Violinentyp steht die Decke nicht über den Zargen hervor. Griffbrett und Saitenhalter fertigte man seit dem 17. Jahrhundert aus Ebenholz, wie es heute bei Streichinstrumenten üblich ist. Zuvor waren Ahorn und Birne die bevorzugten Hölzer. Für die seitenständigen Wirbel eignen sich Harthölzer. Seit dem Barockzeitalter sind bei den Gamben Stimmstock mit Bodenplatte sowie der Bassbalken in Gebrauch.
Der Steg wurde meist beweglich verbaut, seltener auch auf die Decke geleimt. Silvestro Ganassi empfahl in der Lettione seconda (1543), je nach Spielpraxis den Steg auszuwechseln: Ein flacherer Steg erlaubt einfacheres Akkordspiel, ein runder eignet sich besser für das solistische Spiel auf der einzelnen Saite. Weiterhin ist die Gestaltung des Stegs von großem Einfluss auf den Klang. Die Stege baute man mit der Zeit weniger massig und eher durchbrochen, so dass sie für einen klaren, leicht nasalen Klang sorgten. Sie sitzen ungefähr in der Mitte der beiden Schalllöcher.
Diese Schallöffnungen erscheinen in ƒ- oder c-Form und vielen individuellen Gestaltungen der Gambenbauer. In einige Decken sind zusätzlich an die Laute erinnernde Rosetten eingelassen, verkleidet mit geschnitztem oder gesägtem Gitterwerk. Viele Exemplare der Viola da gamba schmücken sich dazu mit aufwendigen Verzierungen: geschnitzten Löwen- und Drachen-, Menschen- und Engelsköpfen an Stelle der Schnecke, Intarsienarbeit aus Furnier und Elfenbein auf Griffbrett und Saitenhalter, Boden und Zargen, Brandmalerei, mit farbiger Einfassung, Vergoldung usw. Dies trifft vor allem auf englische Instrumente zu, denen gegenüber die französischen deutlich schlichter gehalten sind.
Die Viola da gamba besaß ursprünglich sieben, seit dem 17. Jahrhundert gelegentlich auch acht Bünde (der letzte als Oktavbund) im Halbtonabstand. Sie bestehen aus Darm – dazu werden mitunter ausgediente Saiten verwendet – und werden ein- oder zweimal um das Griffbrett geschlungen und verknotet. (Heute sind auch Bünde aus Polyamid erhältlich.) Ein Bund ist nicht als Griffhilfe zu verstehen, er dient als künstlicher Sattel, der den Klang der schwingenden Saite klarer werden lässt.

### Besaitung

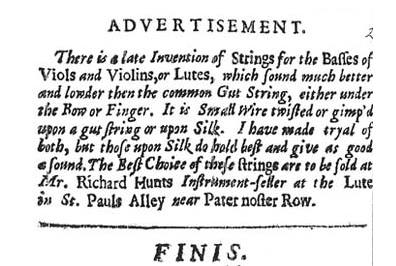
John Playford: "A breefe introduction to the skill of musick". 1664

Gambeninstrumente werden gewöhnlich mit Darmsaiten von 0,3 bis 4 mm Dicke bespannt. Da Gamben jedoch zu keiner Zeit „genormt“ waren, hängt die richtige Besaitung von mehreren Faktoren ab, von der Bauweise, von der Lage des Wolftons und von der Stimmung. In der Praxis übertrug man die Verhältnisse der Saiten-Intervalle (4:3 für die Quarte, 5:4 für die große Terz) umgekehrt proportional auf die zugehörigen Saitenstärken, so dass die höchste Saite eines sechssaitigen Instruments noch ein Viertel, die eines siebensaitigen noch ein knappes Fünftel an Durchmesser der Basssaite besaß.
Die Gambe war zunächst mit Saiten aus Schafs- oder Rinderdarm bespannt. Die tiefen Saiten waren stärker gedreht („Florentiner“). In der zweiten Hälfte des 17. Jahrhunderts kamen umsponnene Saiten auf. John Playford berichtet 1664 über eine neue Erfindung von Saiten für die Bässe von Violen, Violinen und Lauten, bei denen ein dünner Draht um einen Kern aus Darm oder Seide gewickelt wurde. Er habe beide ausprobiert; jene aus Seide hielten am besten und gäben einen guten Klang.
Mit Metallsaiten wurde sie erst im Zuge ihrer Wiederentdeckung experimentell bespielt. Der zwar lautere, aber zugleich scharfe und weniger substanzreiche Klang der Metallsaiten stieß schon im 17. Jahrhundert auf Widerstand. Einzelne Versuche gab es ebenso mit Kunststoffsaiten.

### Bogen

Modell eines typisch gerundeten Barockbogens nach Christopher Simpsons Division Viol (1665). Die Bespannung ist 68,8 cm lang, der gesamte Bogen misst 79 cm. Ein Zusatzgewicht am Froschende verleiht dem Spieler besseres Gleichgewicht.

Der Gambenbogen ist ein rund konstruierter Renaissance- oder Barockbogentyp. Er ist generell länger als vergleichbare moderne Bauarten. Mersennes Harmonie universelle empfahl als Maximum die schwingende Saitenlänge des Instruments. Englische Lehrwerke rieten zu einer Stangenlänge von ungefähr 30 Zoll (ca. 76 cm). Ein nachgebauter Bassgambenbogen ist heute 72 cm lang. Die Bögen der Renaissance und im französischen Barock maßen bis zu 90 cm und waren damit länger als der Instrumentenkorpus. Am Griffende des Bogens befanden sich manchmal zusätzliche Gewichte zur Verbesserung der Balance.

Die Haare eines Steckfroschbogens sind an der Hinterseite einer Nut befestigt. Klemmt der Spieler den separaten Frosch zwischen Bogenstange und Bespannung ein, so wird das Haar unter Zugspannung gesetzt (oben). Zum Entspannen entfernt man den Frosch (unten).

Im Gegensatz zur heutigen starren Bogenstange ist die Stange des Gambenbogens gerade hergestellt und biegt sich erst durch die Zugspannung der Bogenhaare. Zwar sind ältere Bögen aus Ahorn und Rotbuche erhalten, die meisten wurden jedoch aus Schlangenholz hergestellt (in der Regel von Brosimum guianense oder verwandten Arten stammend) und ab der zweiten Hälfte des 18. Jahrhunderts aus Fernambuk, das durch sein hohes spezifisches Gewicht lange Bogenstangen mit dünn ausgearbeiteter Spitze erlaubte, die zugleich elastisch und stabil waren und über Jahrhunderte blieben. Der Stangenquerschnitt ist gewöhnlich rund. Einige erhaltene Bögen haben jedoch auch achteckige Stangen, die an der Spitze rhomboid auslaufen. Kannelierungen sind seit dem 18. Jahrhundert nachgewiesen.
Die Bespannung bestand aus unterschiedlichen Arten von Rosshaar. Jean Rousseaus Traité de la viole (1687) befürwortete weißes Haar für kleinere und schwarzes für Bassinstrumente. Da schwarze Haare fester sind, sprechen dicke Darmsaiten beim Streichen damit leichter an.
Der Frosch war vom Beginn des 17. bis ins späte 18. Jahrhundert ein Steckfrosch. Bei diesem Bauprinzip sind die Bogenhaare an beiden Seiten fest mit der Bogenstange verbunden und werden durch einen separaten, bis zu 22 mm hohen Frosch gespannt, den der Spieler in eine Nut an der Innenseite der Bogenstange einrasten lässt. Ein Nachteil dieses geschlossenen Systems ist, dass sich die Spannung nur durch zusätzlichen Fingerdruck regulieren lässt. Vorteile des Steckfroschbogens sind seine erhebliche Stabilität und Haltbarkeit gegenüber dem gegen 1720 erfundenen Schraubfrosch, dessen Mechanik schneller unbrauchbar wird, während alte Steckfroschbögen zum Teil bis in die Gegenwart funktionsfähig blieben. Sie wurden im Gegensatz zu Schraub- oder Crémaillèrebögen, bei denen ein Metallriegel in einer ausgesägten Kerbe liegt, auch selten entspannt.

### Typen der Gambenfamilie
Die Instrumente der Viola-da-gamba-Familie unterlagen keiner Normierung, ihre Bautypen unterscheiden sich stark in Bautechnik und Besaitung, Stimmung, Klang und Spielweise. Sie wurden in unterschiedlichen Ländern und über mehrere Jahrhunderte hinweg zu unterschiedlichen Einsatzmöglichkeiten gebaut.
Die Proportionen einzelner Instrumente:
| Instrument                               | Korpusgröße minimal | Korpusgröße maximal | Mensur minimal | Mensur maximal |
| ---------------------------------------- | ------------------- | ------------------- | -------------- | -------------- |
| Pardessus de viole                       | 31,5 cm             | 33,5 cm             | 33,0 cm        | 33,5 cm        |
| Diskantviola Treble viol Dessus de viole | 35,0 cm             | 39,0 cm             | 35,0 cm        | 35,5 cm        |
| Altviola                                 | 35,0 cm             | 41,0 cm             | 35,0 cm        | 40,5 cm        |
| Tenorviola Taille                        | 47,5 cm             | 53,0 cm             | 45,0 cm        | 52,0 cm        |
| Lyra viol                                | 55,5 cm             | 60,0 cm             | 53,5 cm        | 60,0 cm        |
| Division viol                            | 62,0 cm             | 68,0 cm             | 65,0 cm        | 66,0 cm        |
| Bassviola Consort bass Basse de viole    | 68,0 cm             | 71,0 cm             | 68,0 cm        | 70,5 cm        |
| Violone                                  | 98,5 cm             | 105,0 cm            | 97,0 cm        | 105,0 cm       |

#### „Viola bastarda“

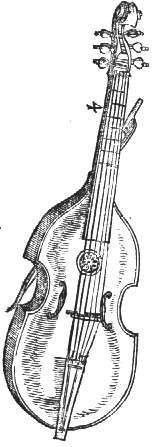
Viola bastarda. Abbildung aus Praetorius’ Syntagma musicum

Es ist eine musikgeschichtliche Streitfrage, ob Viola bastarda als eigener Instrumententyp oder aber als Spielweise der Viola da gamba aufzufassen ist.
Als Instrument wurde sie u. a. von Praetorius mit einer herkömmlichen Schnecke und einer zusätzlichen Rosette auf der Decke abgebildet. Er beschreibt sie als Tenorviola mit etwas geringeren Maßen im Vergleich zur normalen Stimmlage. Für die Deutung des Begriffs als figurative Spielweise im Ensemble spricht ihre Beschreibung als Instrument mit durchsetzungsfähigem Klang – während andere Instrumente nach ihren Baumerkmalen klassifiziert wurden – und die Verbreitung. Nördlich der Alpen war Viola bastarda quasi ein Synonym für die Sologambe. In Italien war sie ein Ensemble-Instrument für das Spiel von Diminutionen. Die Bezeichnung alla bastarda findet sich ebenfalls in Notentexten für Laute oder Posaune, so dass man sie eher auf die Spielbarkeit für unterschiedliche Instrumente beziehen mag, d. h. auf die Möglichkeit, Musik in flexiblen Besetzungen aufzuführen. In beiden Fällen könnte die Viola bastarda ein Instrument in Quart-Quint-Stimmung oder aber eine siebensaitige Gambe mit Erweiterung im Bassregister gewesen sein. Als gesichert gilt wenigstens, dass sie im Consort gespielt bzw. um die Wende zum 17. Jahrhundert dort als begleitendes Akkordinstrument integriert wurde.

#### „Division viol“

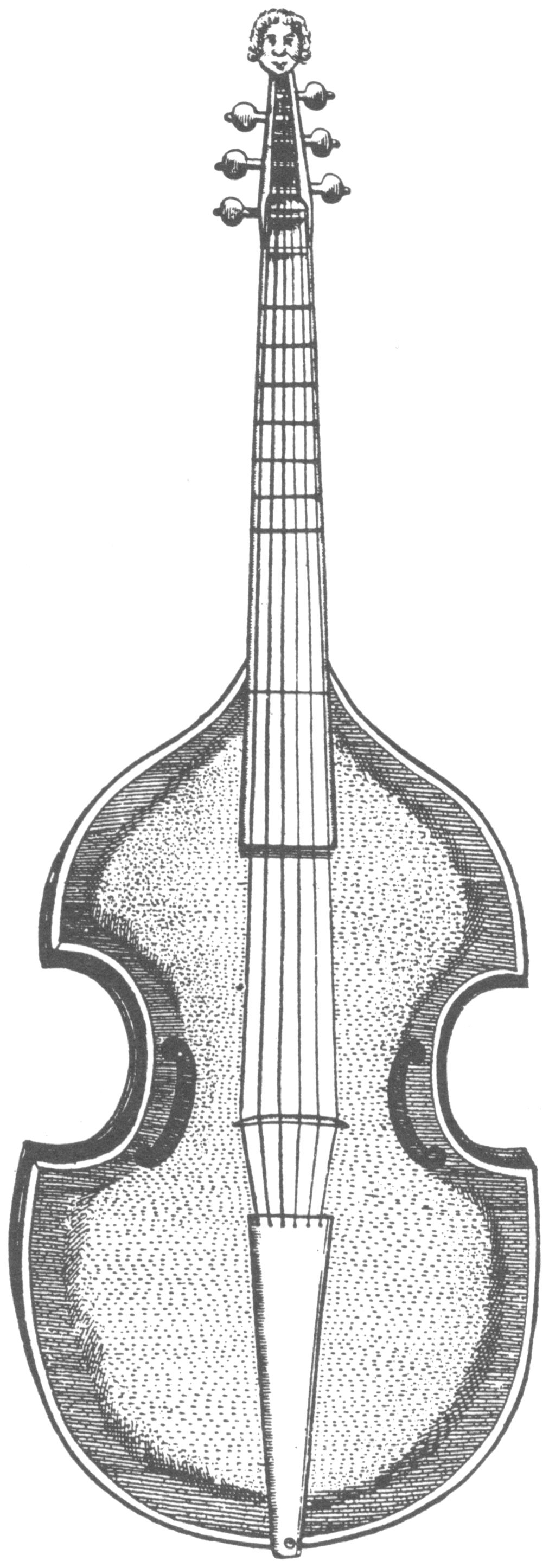
Division viol. Abbildung aus Simpsons The Division Viol

Die Division viol (engl. division „Figuralvariation“) ist eine kleiner dimensionierte Bassgambe nach Art der Viola bastarda mit einer Mensur von ca. 30 Zoll (76 cm) und einer Gesamthöhe von 130 cm. Sie eignete sich vor allem für das im 17. Jahrhundert in England praktizierte Akkordspiel und für die Improvisation über einem Basso ostinato (divisions upon a ground). Damit war sie eine Verbindung zum Soloinstrument, das kammermusikalisch z. B. in einer Besetzung von zwei Violen und Orgel gespielt wurde.
Sie war ein technischer Fortschritt, denn sie näherte sich bereits der Violinenform an. Bautechnisch unterschied sie sich von den italienischen Vorbildern, da ihre Decke nicht mehr nur gestochen, sondern oft schon gebogen wurde. Im Verlauf des 17. Jahrhunderts verringerte sich die Mensur auf durchschnittlich 69 cm, weshalb sie schließlich als Vorbild für den englischen Consort bass galt. Die Division viol spricht leichter an als andere Gambeninstrumente und hat einen klaren, hervortretenden Klang in allen Registern.

#### Lyra viol

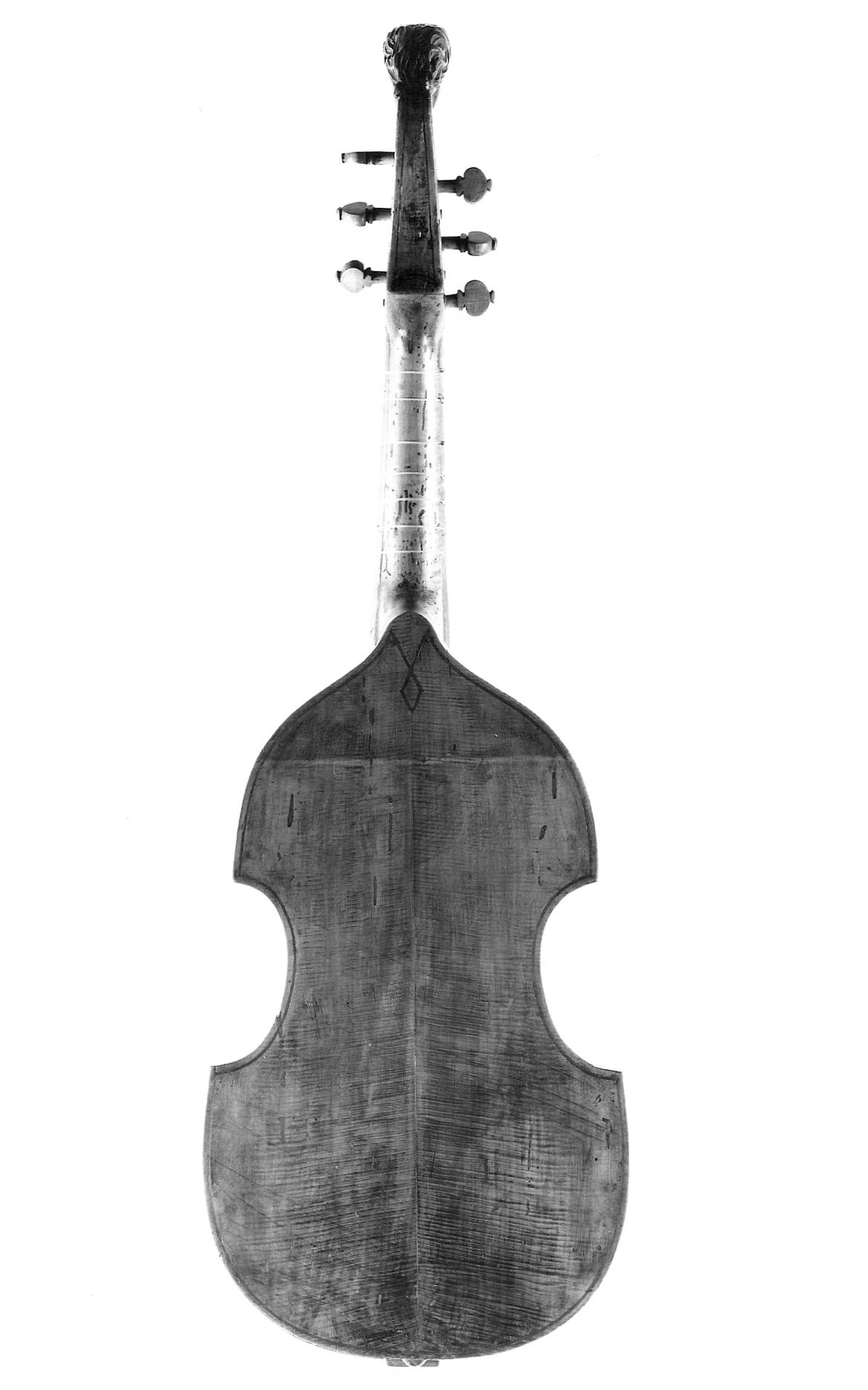
Lyra viol, Rückansicht

Die Lyra viol oder Lyra-Viol (englisch) war eine Entwicklung für das Akkordspiel in wechselnden Stimmungen. Es handelte sich um eine Variante der Bassgambe. Außerhalb Englands war sie unbekannt. Am ehesten entspricht ihr die deutsche Bastardviole. Sie ist kleiner als die Division viol, ihre Korpusgröße tendiert zur Altlage. Der Steg ist für ein einfacheres Akkordspiel deutlich abgeflacht und die Besaitung weniger stark. Die Verwandtschaft zur Laute tritt unter den Gamben bei der Lyra viol am stärksten hervor. Seit Beginn des 17. Jahrhunderts wurde sie mit einem Chor von Resonanzsaiten aus Metall gebaut, die auf einem schräg angeleimten Steg in einen verlängerten Wirbelkasten verliefen. Die sympathetischen Saiten kamen bis spätestens 1650 wieder aus der Mode und erschienen erst später wieder beim Baryton und bei der Viola d’amore. Das Repertoire von Laute, Gitarre und Lyra viol überschnitt sich.
Zu den Komponisten für die Lyra viol gehört etwa der englische Gambist Thomas Ford (Mr. Southcote’s Pavan für zwei „lyra-viols“ in Musicke of Sundry Kindes von 1607).
In einer ersten Phase zwischen 1600 und 1645 war die Lyra viol mit einem Tonumfang von dreieinhalb Oktaven ein polyphon verwendetes Instrument, das im Consort in ein- bis dreifacher Besetzung erschien. Als sich nach dem Bürgerkrieg die englische Kultur neu orientierte, entwickelte sich die Lyra viol zu einem eleganten Soloinstrument und schließlich bis zum 18. Jahrhundert zu einem Dilettanteninstrument mit vereinfachten Saitenstimmungen, z. B. mit den Harp ways genannten Dur-/Moll-Dreiklangsbrechungen. Damit war sie bis auf den Steg von der Viola bastarda nicht mehr zu unterscheiden. Die zahlreichen unterschiedlichen Stimmungen, wegen derer die Literatur eher in Tabulatur als in Notenschrift aufgezeichnet wurde, erforderten für einzelne Kompositionen, die Saiten auszuwechseln.

#### Andere Resonanzsaiteninstrumente

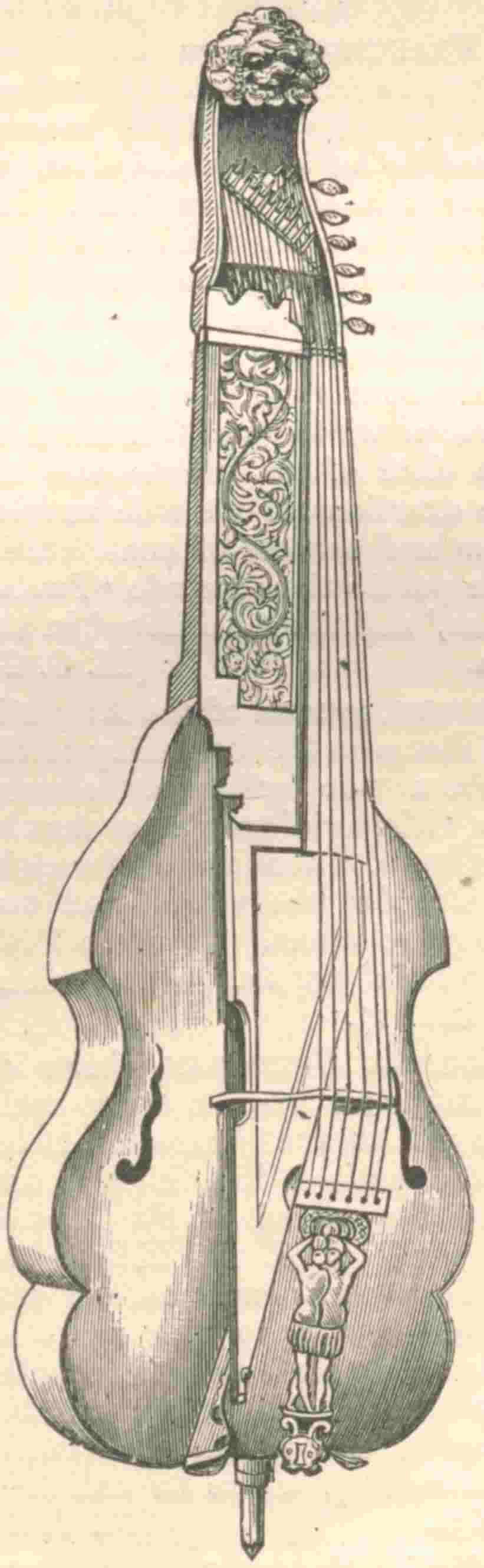
Baryton. Abbildung aus Grove Dictionary of Music and Musicians (1878 ff.)

Das Baryton war vermutlich eine süddeutsche Weiterentwicklung des alten Lyra-viol-Typs im 17. Jahrhundert. Neben sechs Haupt- und einem einfachen oder doppelten Satz an Resonanzsaiten an der Bass-Seite der Decke besaß es einen dritten Chor, der innerhalb des Halses verlief. Wollte man diese Saiten mit der Griffhand anzupfen, so öffnete man eine Klappe an der Rückseite des stark verbreiterten und mit Streben verstärkten Halses. Der breite Hals verlieh dem Instrument ein leicht plumpes Aussehen, umso mehr Intarsien und Schnitzarbeit dienten seiner Verschönerung. Dies Aussehen, sein sanfter und wegen vieler Obertöne silbriger Klang sowie die außerordentlich nuancierten Tonerzeugungsarten machten das Baryton im 18. Jahrhundert in der empfindsamen Gesellschaft beliebt, bis hin zum Fürsten Esterházy, für den Joseph Haydn insgesamt 126 Trios komponierte. Die hochgradig komplizierte Spielweise schränkte seine Verbreitung allerdings wieder ein.
Während der Zeit der Resonanzsaiten-Mode begann man, auch andere Gamben mit solchen Bezügen zu versehen. Diderots und d’Alemberts Encyclopédie (1751–1772) bezeichnete die Form irrtümlich als Viole bâtarde, da Praetorius’ De Organographia die Resonanzsaiten im Abschnitt Violbastarda abgehandelt hatte. Als Gamba d’amore in Italien oder Basse de viole d’amour in Frankreich unterschied sie sich von normalen Bauformen lediglich durch ihre sechs bis acht Resonanzsaiten und geriet am Ausgang des 18. Jahrhunderts wieder in Vergessenheit.
Zu den Aliquotgamben zählen schließlich die in Italien verbreiteten sechssaitigen viole bzw. violoncelli all’inglese. Über sie ist wenig bekannt, abgesehen von einigen Kompositionen, die Antonio Vivaldi für sie hinterließ. Offenbar bezog sich der Beiname nicht auf England, sondern war eine Entlehnung von Englische Violet. Diese Instrumente stammten aus Böhmen und hatten einen „engelhaften“ Klang, der bei der Rückübersetzung ins Italienische zur falschen Bezeichnung führte.

#### Siebensaitige Bassviola

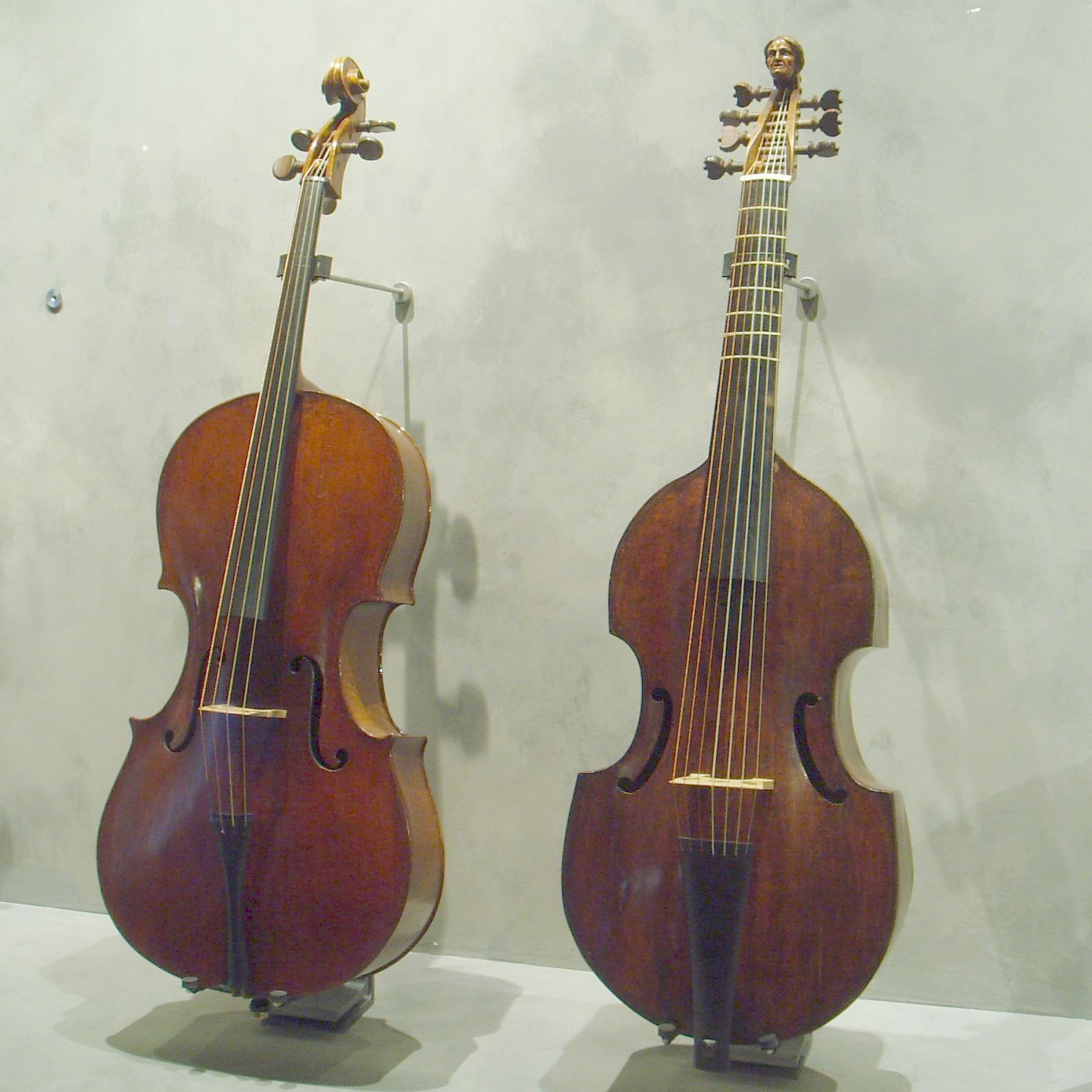
Rechts: siebensaitige Viola da gamba im Bassregister (Paris, Musée de la Musique), links daneben zum Vergleich ein Barock-Cello

Die Erfindung der Bassviola mit einer zusätzlichen von Silberdraht umsponnenen Saite in Kontra-A wird allgemein Monsieur de Sainte-Colombe zugeschrieben. Instrumente dieser Art wurden jedoch nicht nur zeitgleich in Deutschland bekannt, sie waren bereits viel früher auf italienischen Gemälden zu sehen, z. B. auf Jacopo Tintorettos Musizierenden Frauen (ca. 1555) oder Domenichinos Santa Cecilia (1618). Dazu kam das Antiken-Interesse der italienischen Humanisten. Sie hatten die griechische Lyra als Streichinstrument interpretiert und versucht, sie in der Lira da braccio nachzubilden.
Die deutschen Typen unterschieden sich von den französischen. Es ist daher anzunehmen, dass die Entwicklung parallel vor sich gegangen ist. In Frankreich bildete sich dieser Typ erst vollkommen aus. Antonio Stradivaris Konstruktionspläne einer siebensaitigen Viola alla francese zeigen, dass sie auch in Italien als französische Spezialität galt. Die Erweiterung um eine tiefere statt einer höheren Saite, mit der die Spieler den Lagenwechsel hätten vermeiden können, folgte einem Trend um 1600. Die Musik hatte das Bassregister entdeckt. Die Verschiebung weiter in die Bassregion hinein ließ das mittlere und hohe Register weicher erscheinen. Die Kontra-A-Saite verstärkte die Resonanz. Das Instrument bot mehr Möglichkeiten zum Akkordspiel.

#### Alt- und Tenorviola

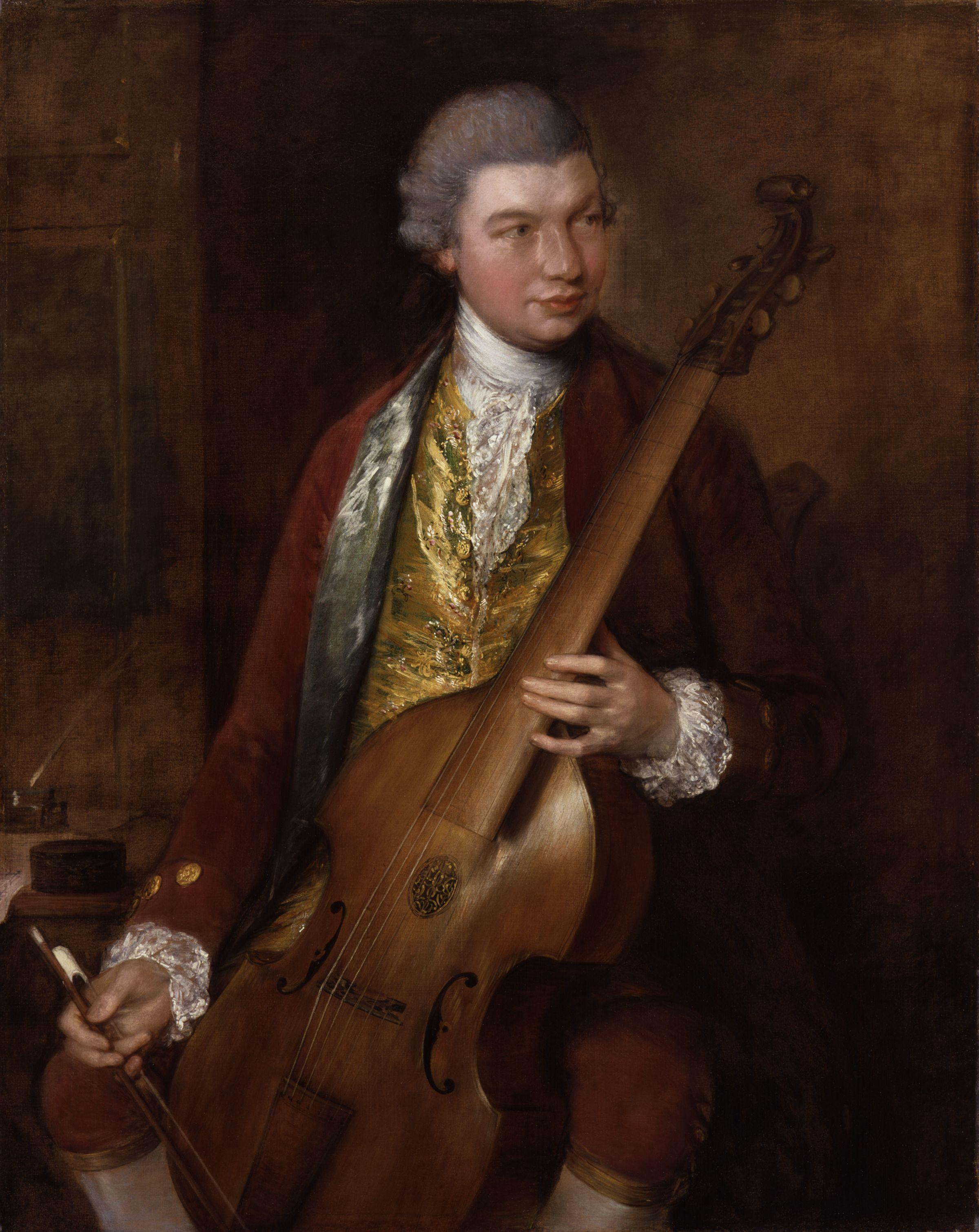
Bildnis des Komponisten Carl Friedrich Abel mit einer Bassgambe. Gemälde von Thomas Gainsborough (1765)

Für das Alt- und das Tenorregister existierte in der Renaissance nur ein einziges Instrument, das man englisch als Tenor, französisch als Taille („Mitte“) bezeichnete. In Deutschland wird diese Alt-Tenor-Gambe heute meist „Altgambe“ genannt. Der Chest of viols (deutsch „ein Satz Gamben“) eines englischen Hauses im 17. Jahrhundert umfasste sechs Instrumente, je zwei für den Diskant, den Tenor und den Bass.
Die Alt-/Tenor-Viola war im Consortspiel des 16. und 17. Jahrhunderts unverzichtbar. Sie wurde ausschließlich im Ensemblespiel verwendet; es existiert so gut wie keine Sololiteratur für dieses Instrument. Sie wurde meist nach dem Vorbild der Laute gestimmt – also eine Quart über der Bassgambe. Manchmal stimmte man auch eine kleine Tenorgambe einen Ganzton höher, jedoch weniger aus Gründen des Tonumfangs als zur Klangdifferenzierung im oberen Mittelregister.
Der Bau von Alt-/Tenorviolen setzte sich in Deutschland bis ins frühe 18. Jahrhundert fort. Danach fiel das Instrument unter der Bezeichnung Violetta mit der Bratsche zusammen, weil die Außenstimmen im musikalischen Satz zusehends mehr Gewicht bekamen. Ob man die Altviola weiterhin verwendete, lässt sich nur bei wenigen Kompositionen z. B. von Carolus Hacquart eindeutig klären. Notenschlüssel in Orchesterpartituren bis zur Jahrhundertmitte lassen es wenigstens vermuten und stützen auch die Annahme, sie sei ein Ensembleinstrument geblieben. Späte Beispiele der Verwendung sind Georg Philipp Telemanns Konzert für zwei Violetten G-Dur, Johann Sebastian Bachs 6. Brandenburgisches Konzert und seine Kantate 18.

#### Diskantviolen

Diskantviola nach Praetorius’ Syntagma musicum

Die sechssaitige Diskantviola ist eine Oktave über der Bassviola gestimmt. Sie gehörte von der Mitte des 16. bis zum Ende des 17. Jahrhunderts fest zur Consort-Besetzung. Wegen ihres im Verhältnis schwachen Klangs konnte sie sich jedoch nicht durchsetzen und wurde in gemischten Besetzungen deshalb als Alla-bastarda-Instrument behandelt, d. h. je nach Belieben durch Altviola oder Barockvioline ersetzt. Ihr Spiel war eher figurativ-solistisch als akkordisch. Die englische Treble viol stand seit dem zweiten Drittel des 17. Jahrhunderts in starker Konkurrenz zur Violine. Nur wenige Jahrzehnte später hatte sie sich als Soloinstrument mit eigener virtuoser Literatur etabliert, besonders als französischer Dessus de viole (frz. Sopranviola, wörtlich „Obere Viola“ d. h. „oberstimmige Viola“). Dieser klang zwar weniger brillant als die zeitgenössischen Violinen, besaß aber einen sanften und modulationsfähigen Ton. Ähnlich wie bei der siebensaitigen Bassgambe diente die tiefste Saite vor allem zur Resonanzstärkung. Darum wurde der Dessus neben der Violine bis ins 18. Jahrhundert hinein geschätzt und mit Originalliteratur wie Georg Philipp Telemanns Sonate G-Dur (TWV 41:G 6) oder Solosonaten von Carl Philipp Emanuel Bach bedacht.

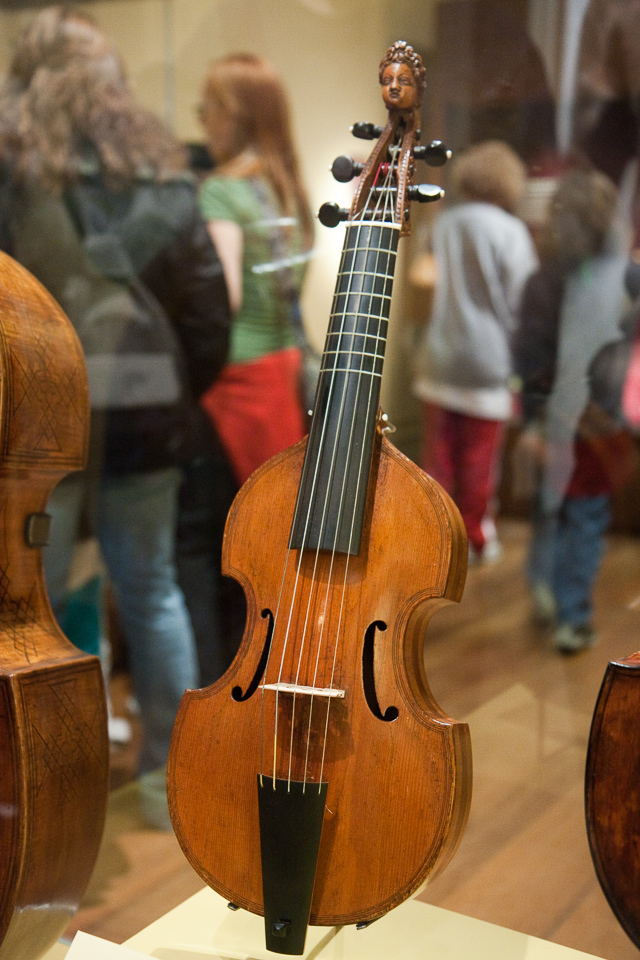
Pardessus de Viole

Gegen 1700 ergänzte den Dessus der Pardessus de viole (französisch für „noch darüber [über dem Dessus]“). Er war eine noch kleinere Viola mit fünf bis sechs Saiten, eine davon zusätzlich in der Höhe. Sein Korpus passte sich durch ausgezogene Ecken an der Mittelzarge an die Violinenform an. Beim fünfsaitigen Pardessus, dem Quinton, traten vereinzelt schon die gewölbten Böden und der Deckenüberstand der modernen Violine auf. Die charakteristischen flachen Oberbügel blieben allerdings zu jeder Zeit erhalten. Der Unterschied zwischen Pardessus und Quinton schlug sich eher in der Literatur für die Instrumente nieder, da man Letzteren nicht in Quart-Terz-, sondern in Quart-Quint-Stimmung besaitete. Der Quinton war eine Hybridform zwischen Viola da gamba und Violine. Er blieb stets ein reines Soloinstrument, das nie in den Consort Eingang fand. Sein in der Höhe heller und süßer Klang, der bis zum d’’’ weich bleibt, wird in Tiefe durch das Fehlen einer Saite gemindert und erscheint dort dünn und substanzlos.

#### Violone

Violone nach Praetorius’ Syntagma musicum

Der Violone ist als Brückeninstrument zum Kontrabass bekannt. Allerdings ist diese Bauform ähnlich schwierig zu klassifizieren wie die Viola bastarda.
Die Bezeichnung violone (ital. „große Viola“) war seit dem 16. Jahrhundert für mehrere Gambentypen in Gebrauch, auch für Instrumente oberhalb des Bassregisters. Lediglich eine Nennung als Contrabasso di viola deutete auf eine Bassgambe hin. Streng genommen zählt der Violone nicht zu den Gambenviolen, da er wegen seiner Größe als 16′-Instrument zum Spielen auf dem Boden steht. Eigenheiten wie die Korpusform mit geschweiften Mittelbügeln lassen ihn auch eher als Violineninstrument erkennen. Neben den abfallenden Schultern gibt allerdings die Quartstimmung den Ausschlag für die Zugehörigkeit zu den Gamben. Beides setzt sich im Kontrabass fort.
Der Unterschied zwischen Bassviola und Violone hängt mit der musikalischen Funktion beider Instrumente zusammen. Im Generalbass ist ein Kontrabassinstrument überhaupt erst gegen 1630 als tiefste Stimme belegt. Die Darstellung in Praetorius’ Syntagma musicum scheint für ihr Register eher zu klein dimensioniert. Als sich die übrigen Viola-da-gamba-Instrumente seit Mitte des 16. Jahrhunderts kontinuierlich verkleinerten, entstand aus der Renaissance-Bassgambe ein 12′-Violone, während sich der Contrabasso di viola zum 16′-Instrument entwickelte.

### Stimmungen
Der charakteristische Unterschied der Violen zu den Violinen besteht in ihrer Saitenstimmung, deren Leitintervall nicht die Quinte ist, sondern die Quarte. Eine Stimmung ausschließlich in Quarten, wie sie heute noch beim Kontrabass in Gebrauch ist, zeigte sich bei den Instrumenten der französischen Renaissance. Die deutschen Gamben dieser Epoche fügten einen Terzabstand ein, dessen Lage jedoch wechselte. Diese Saitenstimmung übernahmen die deutschen Musiker von den italienischen, die die Stimmpraxis der Laute auf die Violen übertrugen. Zum einen stand die vierte der sechs Saiten – auch die Saitenzahl passte sich der Laute an – im Abstand einer großen Terz, zum anderen bevorzugten die Italiener eine möglichst hohe Stimmung und spannten den höchsten Chor darum so stark wie möglich. Martin Agricolas Musica instrumentalis deudsch (1529) empfahl gar, die höchste Saite bis knapp vor den Zerreißpunkt zu spannen. Zum anderen wurde eine Stimmung der tiefsten Saite auf D üblich, wie sie dann auch später bei den vielchörigen Barocklauten Praxis sein sollte.
Die Quartstimmung wurde in der Folgezeit zum Standard, so dass auch die zusätzlichen Saiten des französischen Pardessus und die siebensaitigen Violen jeweils im Quartabstand zu der nächstunteren standen. Die Stimmungen der deutschen Viola bastarda, der englischen Lyra viol und des Barytons waren nicht festgelegt. Sie glichen sich jeweils der Tonart des zu spielenden Stücks an. Ohnehin sind die in historischen Werken angegebenen Stimmungen nicht als absolute Vorschrift zu betrachten, sondern immer nur als relative Modelle. Sie beziehen sich einerseits auf die höchste Saite als Referenzton (welche wiederum von der Bauart, dem individuellen Instrument sowie dessen Besaitung abhängt und darum erheblich schwanken kann); andererseits ist im Ensemblespiel ein gemeinsamer Stimmton notwendig. Wird also die höchste Saite einer Lyra viol als d1 angegeben, so ist dies nicht als Stimmton im heutigen Sinne zu verstehen.
Die Entwicklung zu einem festen Kammerton vollzogen erst die englischen Instrumente um 1620, die mit den Violinen und den seinerzeit gebräuchlichen Tasteninstrumenten wie Virginal und Spinett zusammen eingestimmt werden konnten, wie man es bis in die Gegenwart in der Kammer- und Orchestermusik praktiziert. Damit nahm für die Spieler die Notwendigkeit der Transposition ab und die Gambe bekam im Ensemble eine „feste“ Stimmung. Als Standard kann die von Ganassi in der Regola Rubertina (1542) angegebene Stimmung gelten:
| Diskant-Gambe | d–g–c1–e1–a1–d2   |
| Alt-Gambe     | G–c–f–a–d1–g1     |
| Tenor-Gambe   | D–G–c–e–a–d1      |
| Großbaß-Gambe | D1–G1–C–E–A–d[60] |
Die solistischen Stimmungen weichen zum Teil erheblich von den Ensemblestimmungen ab. Hauptsächlich die englische Lyra viol und der deutsche Dessus de viole wandelten sich durch ihre Stimmungen vom Akkord- zum Melodieinstrument, namentlich in den Werken der Sololiteratur ab dem 18. Jahrhundert, die eine charakteristische Klangfarbe erforderten.
Ensemblestimmungen der Viola da gamba:
| Deutsch 16. Jahrhundert | Französisch 16. Jahrhundert   | Italienisch 16. Jahrhundert                        | Englisch 17. Jahrhundert   | Französisch 17. Jahrhundert |
| ----------------------- | ----------------------------- | -------------------------------------------------- | -------------------------- | --------------------------- |
| Jörg Weltzell (1523)    | Philibert Jambe de Fer (1556) | John Playford (1652)                               | Gianmaria Lanfranco (1533) | Marin Mersenne (1636)       |
| Diskant Alt/Tenor Bass  | Diskant Alt/Tenor Bass        | Diskant Alt/Tenor Bass                             | Diskant Alt/Tenor Bass     | Diskant Alt/Tenor Bass      |
| Martin Agricola (1528)  | Samuel Mareschall (1589)      | Adriano Banchieri (1609) und Pedro Cerone (1613)   | Thomas Mace (1676)         | Jean Rousseau (1687)        |
| Diskant Alt/Tenor Bass  | Diskant Alt/Tenor Bass        | Diskant Alt/Tenor Bass                             | Diskant Alt/Tenor Bass     | Diskant Alt Tenor Bass      |
| Hans Gerle (1532)       |                               | Scipione Cerreto (1601)                            | James Talbot (vor 1700)    |                             |
| Diskant Alt/Tenor Bass  | Diskant Alt/Tenor Bass        | Diskant Alt/Tenor Bass                             |                            |                             |
| Martin Agricola (1545)  |                               | Ludovico Zacconi (1592), Michael Praetorius (1619) |                            |                             |
| Diskant Alt/Tenor Bass  | Diskant Alt/Tenor Bass        |                                                    |                            |                             |

Solistische Stimmungen einzelner Instrumententypen:
| Viola bastarda Praetorius (1619) | Lyra viol und Viola bastarda | Baryton                        |
| -------------------------------- | --- | ------------------------------ |
|                                  | Lyra way Fifths oder Alfonso way Eights oder Alfonso his second way Harp way sharp Harp way flat High harp way sharp High harp way flat | Krause Haydn                   |
| Basse de viole                   | Dessus de viole | Pardessus de viole und Quinton |
|                                  | |                                |

## Spieltechnik

### Spielhaltung

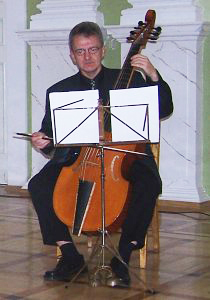
Die richtige Spielhaltung der Viola da gamba zeigt dieser Spieler an einem Bass-Instrument

Im Gegensatz zum Violoncello, das seit der ersten Hälfte des 19. Jahrhunderts auf einem Stachel stand, besaß die Viola da gamba keine Hilfsmittel. Die größeren Instrumente werden fest zwischen den Beinen eingeklemmt, wobei der Spieler jedoch nicht die Knie verwendet – was zu Verkrampfungen und chronischen Schmerzen führen könnte, wie es Le Sieur Danoville in L’Art de Toucher le Dessus et Basse de Violle (1687) beschreibt –, sondern die Oberschenkelmuskulatur. Dies klärt einerseits, warum das Instrument da gamba heißt; andererseits zeigt es, dass das eingedeutschte Wort „Kniegeige“ im Grunde sachlich falsch ist.
Für diese Spielhaltung muss der Sitz so hoch sein, dass beide Beine in den Kniegelenken rechtwinklig abknicken und die Oberschenkel waagerecht liegen. Die Gambe wird auf den Waden abgestützt und sitzt damit höher als das Violoncello; dadurch werden die Vibrationen der Unterzargen weniger gedämpft und der Klang entfaltet sich stärker. Darüber hinaus befindet sich der Spieler in einer günstigeren Stellung, um die Saiten unmittelbar über dem Steg anzustreichen. Schiebt der Spieler den linken Fuß etwas vor, so erhält er mehr Bogenfreiheit auf den hohen Saiten, namentlich bei einer Bassgambe. Der Hals wird zum Spiel gegen die linke Schulter zurückgeneigt, aber nicht angelehnt. Die Schräge gibt der Bogenhand mehr Raum.
Ungeklärt ist, ob der Stand der Füße die Spielhaltung negativ beeinflusste. Eine Vielzahl der Porträts aus dem 17. und 18. Jahrhundert zeigen Spieler im typisch hochhackigen Schuhwerk ihrer Zeit, so dass sie ihre Sohlen nicht flach auf den Boden stellen konnten.

### Linke Hand
Das Spiel der Viola da gamba stand bis ans Ende des 17. Jahrhunderts unter dem Einfluss der Lautenpraxis. Die Griffweise unterscheidet sich in zahlreichen Punkten von der Technik auf modernen Streichinstrumenten. Wesentlich für das Spiel sind die an ihrer Griffposition ausgehaltenen Töne – in der englischen Literatur als Holds, in der französischen als Tenues bezeichnet –, die der Spieler erst dann wieder loslässt, wenn er den Finger für einen anderen Ton benötigt oder wenn die Fingerhaltung unbequem wird. Die Grifftechnik der Violen ist also generell auf ein mehrstimmig gespieltes Instrument ausgelegt. Mit den gehaltenen Griffen verbinden sich auch ökonomische und klangliche Aspekte. Einerseits trainieren sie den Spieler darauf, die Finger allgemein nicht zu weit anzuheben, so dass er sie leicht wieder auf das Griffbrett setzen kann. Andererseits verlängern sie die Ausschwingphase der Saite. Dazu kommt der ästhetische Eindruck des Gambenspiels, das nach Lehrwerken wie Thomas Maces Musick’s Monument (1676) in ruhigen, sanften Bewegungen zu geschehen habe, einschließlich des durch die Tenues erforderlichen Über- oder Untersetzens. In Einzelfällen verlangt diese Technik eine weite Spreizung der Hand vom zweiten bis zum siebten Bund. Jean Baptiste Besards Isagoge (1617) nennt dazu Methoden, die die Spannfähigkeit wohl üben, der Hand aber eher schaden:

„Man findet ihrer vil/ welche ihre Finger bey inen selbst mit der Hand erziehen/ außspannen/ vnd erweitern. Andere erstrecken dieselbige an einer Taffel etc. Etliche schmirben ihre händ mit Tartar Oli: So hab ich auch in Italia gesehen/ das ihrer etliche schwere/ vnd auß Bley gemachte Ring/ oder sunst Handschuch an die Finger gelegt haben.“

Wie in der Lautengrifftechnik veränderte sich auch die Position des linken Daumens. Da die Gambenliteratur z. B. im Werk des Monsieur Demachy und bei Marin Marais von der gestreckten Lage bei Doppelgriffen ausging, wanderte der Daumen allmählich von seiner Stellung gegenüber dem Zeigefinger zum Mittelfinger hin.

Die Griffhand auf der Tenor- und Bassgambe wird mit abgewinkeltem Handgelenk gehalten, die Finger liegen unmittelbar hinter den Bünden, der Daumen hält dem Zeigefinger gegenüber den Hals des Instruments.

Vermeidet die Streichertechnik auf modernen Instrumenten die leeren Saiten, da sie durch die dünnere Obertonstruktur weniger farbig klingen (und da das Vibrato, das sich als „normale“ Spieltechnik seit den 1920er-Jahren etablierte, nur durch das Abgreifen funktioniert), so werden sie bei der Viola da gamba bevorzugt. Bis zum Ende des 17. Jahrhunderts setzten die Spieler leere Saiten selbst bei Passagen ein, die dazu mehrfache Saitenwechsel erfordern. Englische und deutsche Tabulaturen sowie französische Fingersatzangaben verlangten dies ausdrücklich. Die gegriffenen Töne setzte die Spieltechnik nur bei Verzierungen wie Vibrato oder Trillern voraus oder benutzte sie für Einklangsdoppelgriffe, die entweder zur Verstärkung des Tons dienen oder, bei alternierend angestrichener leerer und gegriffener Saite, die Klangfarbe des Tons changieren lassen. Triller auf zwei Saiten sind zwar grundsätzlich möglich, aber selten spieltechnisch auch sinnvoll. Immerhin wurde die gegriffene Saite im Ensemblespiel als Mittel diskutiert, um verstimmte leere Saiten auszulassen, da sich die Tonhöhe durch den Griff korrigieren lässt.
Das Lagenspiel entwickelte sich regional uneinheitlich. In Italien entfaltete es sich im 16., in England während und in Deutschland erst zum Ende des 17. Jahrhunderts. Die höchsten notierten Töne in der italienischen Literatur sind f2, g2 und schließlich h2 bei Richardo Rogniono. Sie sprechen für eine Ausweitung des allgemeinen Tonumfangs und für eine komplexer werdende Technik, da sie in figurativ gesetzten Solowerken erschienen. Alfonso Ferrabosco der Jüngere nutzte die englische Division viol bis zum f2, folgende Generationen bis zum a2 bzw. bis zum 17. Halbton. Allgemein rückte das Rahmenintervall der Werke für die Lyra viol nach oben. Extreme Lagen blieben aber der Einzelfall. Im beginnenden 18. Jahrhundert markierte das Lagenspiel, das durch die geringere Griffweite auch Doppelgriffe und den mehrstimmigen Satz erleichterte, technisch und klanglich den Brückenschlag vom Lauten- zum Violoncellospiel: technisch durch das Spiel in bundlosen Regionen nahe am Steg, klanglich in der Angleichung an die hohen Instrumente und im Ausweiten des Timbres, z. B. durch hoch gesetzte Akkorde auf den tiefen Saiten.
Eine Besonderheit des 17. Jahrhunderts stellen Dessus und Pardessus de viole sowie die Oktavlage der Bassgambe dar. Abweichend von der üblichen Technik werden sie in diatonischen Schritten gegriffen. Der kleine Finger stützt dabei die Griffhand, indem er auf dem siebten Bund ruht. Danoville hat erstmals diesen Griffmodus beschrieben. Bei den Diskantinstrumenten ergibt sich die Veränderung aus der geringen Größe des Instruments, die eine chromatische Griffweise im solistischen Spiel kompliziert macht. Bei der Bassgambe ist sie eine logische Folge der doppelten Größe, so dass die Mensur eine Oktave über der leeren Saite genau dem Diskant entspricht.

### Rechte Hand

#### Abstrich und Aufstrich
Die Bogentechnik der Viola da gamba ist in der Renaissance kaum belegt. Die Strichrichtung muss eine untergeordnete Rolle gespielt haben. Allein Ganassis Lettione seconda zog eine Analogie zur Lautentechnik und setzte den Daumenschlag der rechten Hand mit dem Aufstrich gleich, d. h. mit der Bogenbewegung von der Spitze zum Frosch. Die Strichweise moderner Instrumente ist dem genau entgegengesetzt, hier ist der Abstrich der Hauptstrich. Der Unterschied erklärt sich, wenn man berücksichtigt, dass ein kraftvoller Strich, wie ihn der violinentypische Obergriff ergibt, nicht dem Stilideal der Zeit entsprach. Gerade der starke Akzent in der Nähe des Frosches galt als unerwünscht, Ortiz’ Tratado ermahnte dazu, ihn zu vermeiden. Mace wies an:

“Now being thus far ready for exercise attempt the striking of your Strings; but before you do that, Arm yourself with Preparative Resolutions to gain a Handsome-Sweet-Smart-Clear-Stroke; or else Play not at all: for your Viol be never so good, if you have an Unhandsom-Harsh-Rugged-Scratching-Scraping-Stroak, (as too many have) your Viol will seem Bad, and your Play Worse.”

„Nun, wenn du also so weit fertig zum Üben bist, versuche deine Saiten zu streichen; aber bevor du das tust, wappne dich zur Vorbereitung mit dem Vorsatz, einen angenehmen, sanften, glatten und klaren Strich zu erzeugen, sonst aber überhaupt nicht zu spielen, denn deine Gambe wird nie gut klingen. Mit einem unangenehmen, rauen, wilden, kratzenden und schabenden Strich (wie ihn zu viele haben) wird deine Gambe schlecht scheinen und dein Spiel noch schlechter.“

Der Spieler nutzt die ganze Länge des Bogens aus. Er führt ihn in einer geraden Linie rechtwinklig zu den Saiten, ohne mit der Spitze nach oben oder nach unten auszuweichen. Der gewünschte Strich erzeugt einen langen, vollen Klang. Dynamische Unterschiede, besonders das An- und Abschwellen, das zur Tonerzeugung bis einschließlich des Barockzeitalters gehörte, bewerkstelligt der Spieler, indem er den Druck auf die Bogenstange anpasst. Dies war die einzige Möglichkeit, den Ton zu beleben, da das Vibrato nur als Verzierung verwendet wurde.

#### Bogenhaltung
Zum Halten umfassen Daumen und Zeigefinger die Bogenstange, der Zeigefinger liegt dabei mit den ersten beiden Gliedern auf der Stange. Der Mittelfinger schiebt sich zwischen Stange und Haare, um den Bezug zusätzlich zu spannen. Außerdem kann der Ringfinger den Mittelfinger stützen. Einige Schulen empfahlen, den Bogen direkt am Frosch anzufassen, andere Lehrer wie Mace befürworteten zwei bis drei Zoll (5–8 cm) Abstand. Die Position beeinflusst das Spiel. Ein Griff näher am Frosch lässt den ganzen Bogen durch mehr Gewicht an der Spitze schwerer auf den Saiten liegen. Hält man den Bogen dagegen weiter in der Stange, so wird er „leichter“ und begünstigt die Bewegungen beim Saitenwechsel.

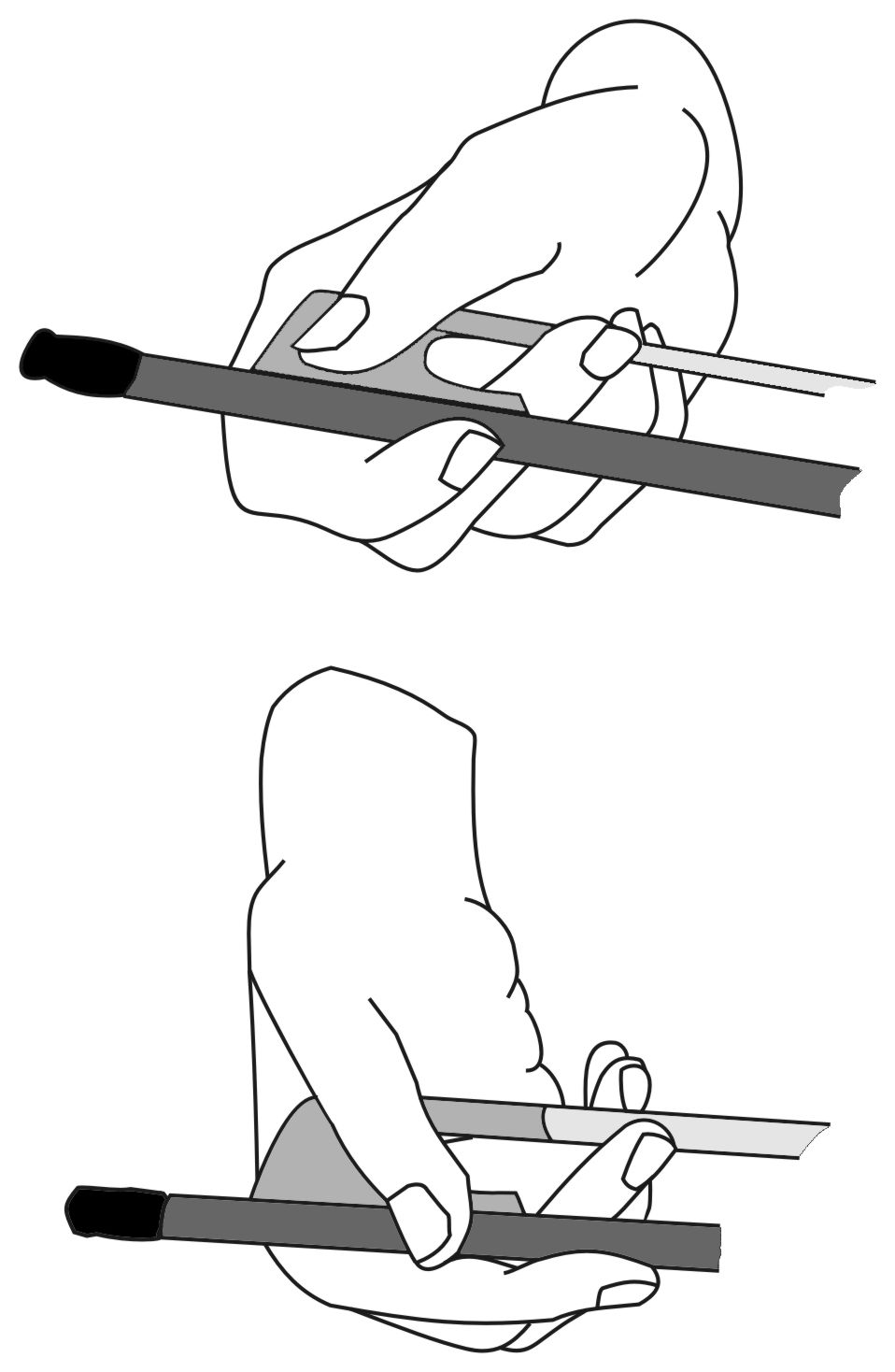
Die Haltung des Bogens im Untergriff: Daumen und Zeigefinger halten den Bogen, der Zeigefinger drückt auf die Bogenstange, während der Mittelfinger die Bogenhaare spannt. Zu Beginn des Aufstrichs (oben) ist das Handgelenk abgewinkelt und „öffnet“ sich mit dem Abstrich (unten).

Die Aufstrichbewegung wird zu drei Vierteln aus dem Schultergelenk bei angewinkeltem Handgelenk ausgeführt, danach vollendet das Handgelenk den Strich durch eine Streckbewegung. Umgekehrt beginnt der Abstrich aus der Schulter, das Handgelenk kehrt in seine „geschlossene“ Ausgangsposition zurück. Die Bogenhaltung erfordert einiges Geschick, denn das Zusammenwirken von Stangendruck und Druck auf Bogenhaare muss ausgewogen, das Handgelenk zugleich in einer lockeren Haltung und der Bewegungsapparat des Arms bis zur Schulter entspannt sein, um schnelle Passagen mit raschen Bogenstrichen leicht und flüssig auszuführen. Besonders im Abstrich ist dies wichtig.
Die übliche Bogenhaltung im Untergriff hat den Vorzug, dass sich Fingerdruck und Armgewicht unabhängig voneinander zur Artikulation einsetzen lassen (bei einer Bogenhaltung im Obergriff würden sich die beiden Kräfte summieren und eine größere Lautstärke ermöglichen). Die Haltung des Oberarms – gerade ausgestreckt oder mit der Bogenbewegung mitschwingend – wurde in den historischen Gambenschulen kontrovers diskutiert.

#### Anstrichstelle der Saiten
Ein ebenso umstrittenes Thema war der Abstand von Steg und Anstrichstelle. Während Christopher Simpsons The Division Viol (1665) für die Bassgambe zwei bis drei Zoll zuließ, gab Danoville drei Finger (ca. 5½ cm) als Richtwert an. Insgesamt war die Entfernung viel kleiner als bei heutigen Instrumenten und die Toleranz für Abweichungen ebenso gering. Der Grund liegt in der Ansprache der Viola da gamba. Streichen am Steg erfordert mehr Bogendruck und erzeugt einen harten Ton, in der Nähe des Griffbretts klingt er dagegen mulmig und obertonarm. Der flache Bau von Steg und Griffbrett birgt nebenbei die Gefahr, bei zu starkem Bogendruck versehentlich mehrere Saiten anzustreichen. Allerdings nutzte man die ansonsten unerwünschten Klangfarbenänderungen auch zur Artikulation und Affektgestaltung im Solospiel aus.

#### Mehrstimmiges Spiel
Mehrstimmigkeit auf der Viola da gamba besteht aus Arpeggiospiel, das schon im 17. Jahrhundert bekannt war. Francesco Corbetta hatte 1656 die Gitarre nach Paris gebracht. Ludwig XIV. fand derartigen Gefallen an ihr, dass sie bald zum Modeinstrument avancierte. Die Schlagtechnik, die sich vom Zupfen der Laute grundlegend unterscheidet, machte das Instrument populär. Zwar existieren aus dem 17. Jahrhundert keine Darstellungen, die das Arpeggio als Grundtechnik des polyphonen Gambenspiels belegen, erst in der Vorrede zu seinen Pièces de clavecin en concert (1741) gab Jean-Philippe Rameau einen eindeutigen Hinweis zur Ausführung von Akkorden. Trotzdem ist es wahrscheinlich, dass das Arpeggiospiel zuvor besonders auf der Lyra viol gepflegt worden war, denn mehrstimmig gesetzte Kadenzen von Simpson und Tobias Hume legen nahe, dass es nicht nur als Verzierung diente. Eine ähnliche Spielweise in der französischen Musik ist das von Marais verwendete En plein (frz. „in der Mitte“), d. h. das gleichzeitige Anstreichen dreier Saiten. Weil dazu ein stärkerer Bogendruck nötig ist, wird auch die Entfernung zum Steg vergrößert, um Nebengeräusche zu vermeiden. Zum Unterstützen der Spannung ist hier der Ringfinger neben dem Mittelfinger unbedingt erforderlich.
Ein Beispiel für das Arpeggiospiel ist Marais’ La Guitare aus den Pièces de violes III (1711). Notentext und Ausführungsmöglichkeit
Analog dazu entwickelte sich aus dem Style brisé (frz. „gebrochener Stil“) der französischen Lautentechnik in England eine Satzweise, auf zwei Saiten drei- und vierstimmig zu spielen, indem jeweils zwei Stimmen auf je einer Saite verschränkt werden: der Spieler springt cross and skipping (engl. „überkreuz und hüpfend“) mit dem Bogen zwischen den Saiten hin und her, so dass eine Scheinpolyphonie aus durchbrochenen Melodielinien entsteht. Die Bogenführung dazu erfordert einerseits Leichtigkeit, andererseits muss die Griffhand dafür sorgen, dass die Töne nicht zu rasch verklingen.
Die durchbrochene Arbeit des Style brisé in Alfonso Ferraboscos des Jüngeren dreistimmiger Almaine 16 aus den Lessons (1609)

## Geschichte und Repertoire
Orlando Gibbons: Fantasie à 3, VdGS N 3 für Gamben-Consort und Violone (um 1630)
Marin Marais: Pièces a Une Viole du Premier Livre (1686): Prelude – Fantaisie – Allemande – Double – Courante – Double – Sarabande – Gigue – Double

Steglose Gamben in Martin Agricolas Musica instrumentalis deudsch (1529)

Die Viola da gamba erschien am Ende des 15. Jahrhunderts in Italien und Flandern als Ensembleinstrument mit fünf bzw. sechs Saiten. Ihre Spieltechnik war stark von der Laute geprägt, die Musik von den Franko-Flamen und der Venezianischen Schule. Ein besonderes Augenmerk erhielt das Diminutionsspiel, d. h. die Ausschmückung melodischer Linien. Die Gambe wurde in Deutschland und Frankreich als Bassinstrument beliebt und als Generalbassinstrument eingesetzt. Vor allem in England entwickelte sie sich unter italienischem Einfluss zum Soloinstrument. Hier entstanden im Laufe des 17. Jahrhunderts die Division viol und die Lyra viol, die sich zum mehrstimmigen Spiel eigneten. Dies war der Ausgangspunkt für die weitere Ausbildung der Spieltechnik in Frankreich. Während in Deutschland und England das Kulturleben auf Grund der Kriege stagnierte, blühte die Gambenmusik in Frankreich auf. Neue Arten wie die siebensaitige Bassgambe und zwei Typen von Diskantviolen wurden eingeführt. Die stilisierten Tanz- und Suitensätze galten als stilistisches Vorbild für das Zeitalter des Absolutismus in ganz Europa bis ins 18. Jahrhundert. Dann schwand die Beliebtheit der Viola da gamba, da mit Violine und Violoncello zwei neue Instrumente an ihre Stelle traten. Bis an die Wende zum 20. Jahrhundert war die Gambe fast vergessen. Dann erwachte ein neues Interesse an der Instrumentenfamilie. Neben einer gründlichen musikhistorischen Erforschung entdeckte man im Zuge der historischen Aufführungspraxis auch das Gambenspiel neu. In der Gegenwart ist die Viola da gamba wieder Bestandteil des Konzertlebens Alter Musik.

### 16. Jahrhundert

#### Italien
Instrumente nach Art der Viola da gamba erschienen in Italien zum ersten Mal gegen Ende des 15. Jahrhunderts an den päpstlichen Höfen der Borgia in Ferrara, Mantua und Urbino. Alle drei Häuser standen in engen politischen und kulturellen Beziehungen zu Spanien. Ein Brief des Bernardo Prospero, seinerzeit Kanzler der Este in Ferrara, schilderte 1493 die Neuheit im Klang eines spanischen Gambenensembles als più presto dolce che de multa arte (ital. „eher süß als kunstvoll“). Akkordisches Spiel hatte es bereits auf der Fidel der Minnesänger gegeben, melodisches in gemischten Ensembles aus Blas- und Saiteninstrumenten. Neu daran für ein Streichinstrument war die Spielhaltung zwischen den Beinen.

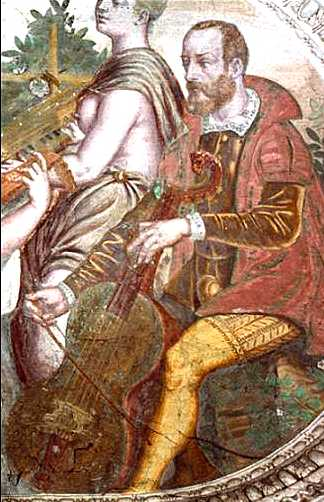
Lattanzio Gambara: Ausschnitt aus einem Fresko (um 1560). Das Mittelregisterinstrument erinnert durch seinen vollständig ausgerundeten Zargenkranz noch stark an eine Vihuela.

Das Gambenensemble war parallel zur niederländischen Polyphonie entstanden. Beide verband die Satzweise des homogenen Ensembleklangs mit gleichrangigen Partien, die nach dem Vorbild der menschlichen Stimme in Register geordnet sind. Dabei zeichnete sich früh eine Tendenz zum Bassregister ab, d. h. zum Bau vergrößerter Instrumente für tiefe Frequenzbereiche. Das Violenensemble blieb über zwei Jahrhunderte im 12’-Register. Damit verfolgten die Musiker das Ziel, eigenständige instrumentale Klangkörper zu schaffen, die auch ohne die Gesangsstimme alle Tonlagen abzudecken vermochten. Das erste gemalte Zeugnis einer Viola da gamba findet sich auf einem Bild des Timoteo Viti (um 1500). Baldassare Castigliones Libro del Cortigiano (1508–1516, veröffentlicht 1528) nennt bereits das Spiel eines Gambenconsorts nach Stimmführungsart der Niederländer. Komplette Sätze von sechs oder sieben Instrumenten nach Art des Chest of viols waren bereits vorhanden. Das solistische Spiel war allerdings noch nicht bekannt. Nördlich und südlich der Alpen unterschieden sich die Viola-da-gamba-Typen. Im Nordraum bevorzugte man fünfsaitige Instrumente, im Südraum sechssaitige, die die Quartstimmung und die Spieltechnik von der Laute übernahmen. Der südländische Typ sollte sich schließlich als bestimmend erweisen.
Die Viola da gamba verbreitete sich in Italien in den Akademien und gebildeten Zirkeln. Man nannte sie nach der Vihuela zunächst einfach viola, dann wegen ihrer Bünde viola da tasti (ital. „mit Bünden“) oder zur Klarstellung der Streichtechnik viola de arco (ital. „mit Bogen“). Zur Unterscheidung von den kleinen Streichinstrumenten, die man beim Spielen auf dem Arm hielt, benutzte man auch viole grande und violoni (nicht zu verwechseln mit dem Violone), was schließlich zu Paradoxa wie soprano di viole grande oder soprano di violoni führte – die Bedeutung hatte sich so weit verselbstständigt, dass die Violen zum Gattungsbegriff geworden waren. In den Lexika und Musikschulen der Zeit, bei Hans Gerle, Hans Judenkönig und Martin Agricola, behandelte man sie als Verwandte der Laute, was sich in der Folgezeit auch in Spieltechnik und Tabulaturnotation niederschlagen sollte. Die Instrumente verfügten mit zweieinhalb Oktaven über einen größeren Tonumfang als andere und erlaubten durch ihre anpassungsfähige Stimmung bereits chromatische und enharmonische Satzweisen, die die mitteltönige Stimmung nicht leisten konnte.
Als neuartiges Ausdrucksmedium, das die menschlichen Affekte durch die Tongestaltung widerspiegelt, wurde die Viola da gamba von Nicolas Gombert und Adrian Willaert, Philippe de Monte und Luca Marenzio eingesetzt und zum Teil (während eine variable Besetzung in dieser Zeit durchaus üblich war) sogar gefordert. Zu dieser Zeit begann die Praxis, Vokalwerke wie Madrigale und Motetten als Instrumentalsätze umzuschreiben. Dies bildete die Grundlage des Consort-Repertoires. Die Diskantinstrumente hatten vor 1580 noch keine große Bedeutung, Bass- und Tenorgamben dominierten die Besetzung. Für eine möglichst tiefe Tonlage wurde der Steg, wenn er beweglich war, manchmal nach unten gerückt.
Das Instrumentalspiel wurde in dieser Zeit erstmals Gegenstand der Erörterungen und schließlich der Gambenschulen, die Praxis und Ästhetik festlegten. Die Technik entwickelte zunächst das Lagenspiel oberhalb der Bünde, die Praxis der Consorts das Diminutionsspiel, wie es in Diego Ortiz’ Tratado (1553) beschrieben ist: improvisierende Ausschmückungen der einzelnen Partie im Kontext der kontrapunktischen Stimmführung. Durch Alfonso Ferrabosco den Älteren gelangte diese Spieltechnik nach England. Girolamo Dalla Casas zweibändiges Grundlagenwerk II vero modo di diminuir con le tutte le sorte di stromenti (1584) prägte den Begriff Bastarda für die diminuierenden Stimmen. Praetorius beschrieb ihn in De Organographia folgendermaßen:

„Weiß nicht/ Ob sie daher den Namen bekommen/ daß es gleichsam eine Bastard sey von allen Stimmen; Sintemal es an keine Stimme allein gebunden/ sondern ein guter Meister die Madrigalien, unnd was er sonst uff diesem Instrument musiciren wil/ vor sich nimpt/ und die Fugen und Harmony mit allem fleiß durch alle Stimmen durch vnd durch/ bald oben außm Cant, bald unten außm Baß/ bald in der mitten außm Tenor und Alt herausser suchet/ mit saltibus und diminutionibus zieret/ und also tractiret, daß man ziemlicher massen fast alle Stimmen eigendlich  in ihren Fugen und cadentien daraus vernemen kann.“

Daraus wird nicht klar, ob es sich um eine Instrumentenneuentwicklung handelte oder um eine Spielpraxis für alle Stimmen. Immerhin kann es auch ausdrücken, dass die Viola bastarda jeden Themeneinsatz in jeder Stimme mitspielte. Sie entwickelte sich am Ende des 16. Jahrhunderts zum Soloinstrument. Zu den ersten Virtuosen gehörte Francesco Rognoni, der Sohn des Richardo Rognoni.

Diego Ortiz: Recercada über „O felici occhi miei“

Der frühe mehrstimmige Stil in einer Madrigalbearbeitung von Diego Ortiz: Recercada über O felici occhi miei

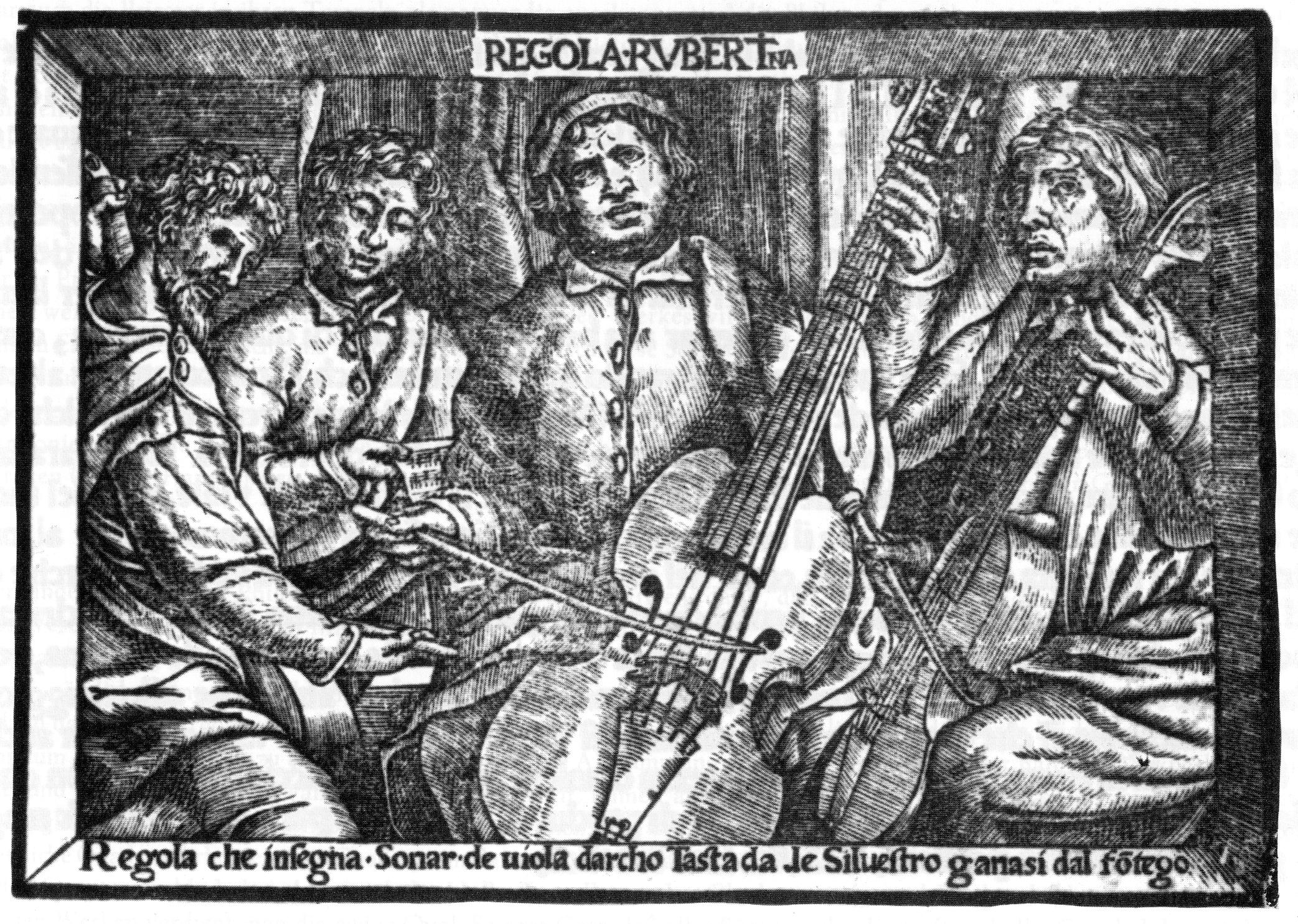
Titelbild der Regola Rubertina

Das Akkordspiel pflegten die Italiener höchstens zur Liedbegleitung im gemischten Ensemble. Giuliano Tiburtino und Ludovico Lasagnino blieben die einzigen Meister, die Silvestro Ganassis Lettione seconda für erwähnenswert hielt. Die Viola da gamba stand noch immer im Schatten der Laute, und während sie im Solospiel nach Rognionis Meinung zur „Königin aller diminuierenden Instrumente“ aufrückte, übernahmen Lira da gamba und Lira da braccio die akkordischen Aufgaben. Zwar beherrschten einige Musiker wie Alessandro Striggio der Ältere sowohl Liren als auch Violen, doch der Unterschied zwischen den Instrumenten scheint zeitgenössischen Beobachtern kaum aufgefallen zu sein.

#### Deutschland

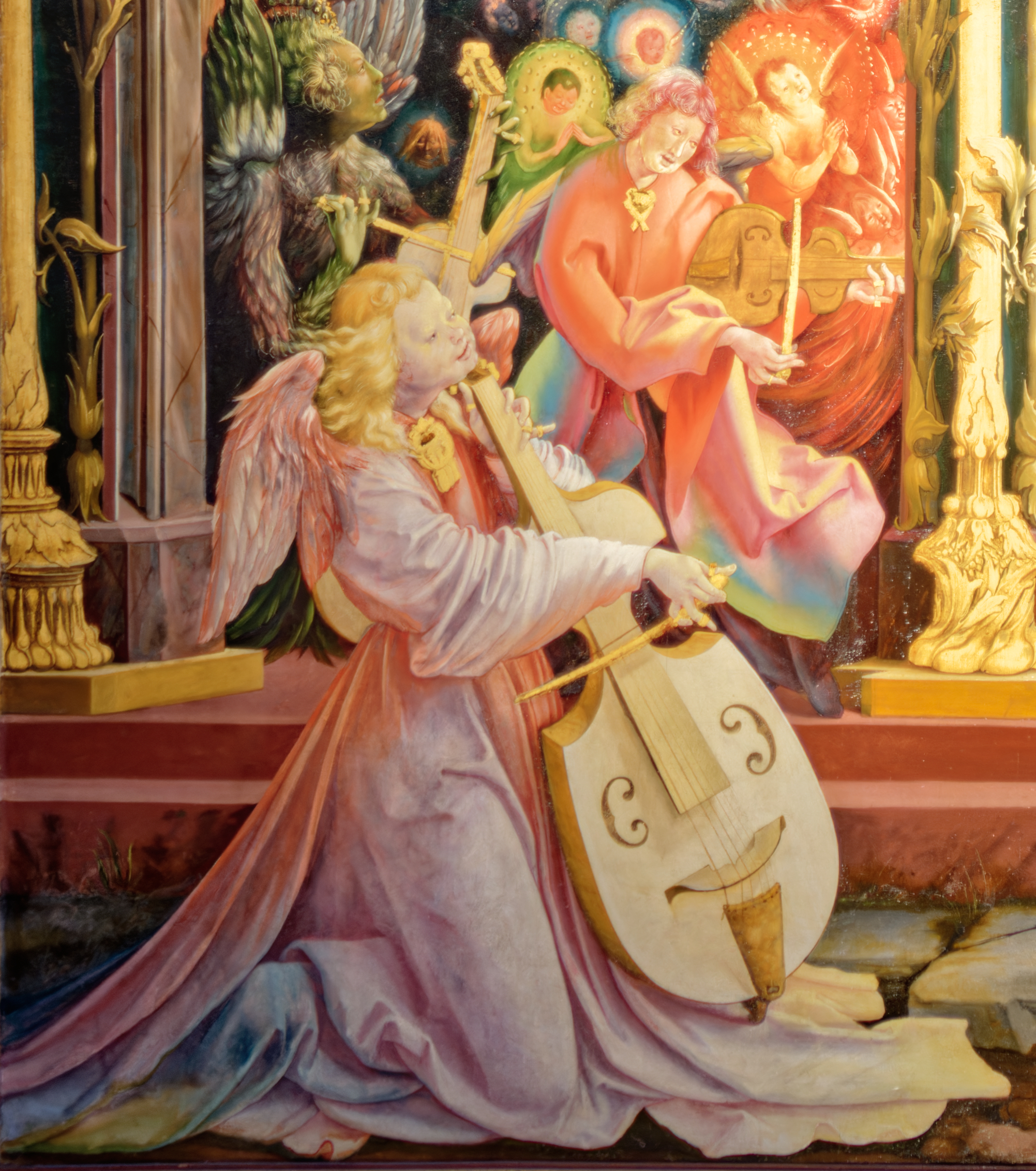
Das Engelskonzert auf der zweiten Schauseite von Matthias Grünewalds Isenheimer Altar (ca. 1506–1515) ist eine der bekanntesten Darstellungen in der deutschen Renaissance-Malerei. Das Instrument entspricht ungefähr Agricolas Darstellung, die Spieltechnik des Engels jedoch ist eher symbolisch als wirklichkeitsgetreu.

Die großen deutschen Lehrwerke des 16. Jahrhunderts, Sebastian Virdungs Musica getutscht und außgezogen (1511) und Agricolas Musica instrumentalis deudsch (1529), behandelten eher die in größerer Fülle vorhandenen Blasinstrumente. Die Darstellung der Streichinstrumente blieb mangelhaft – die Anzahl der Saiten, die Darstellung von Stegen, die Zuordnung zu Instrumentenfamilien, die Korpusumrisse waren selten korrekt – und beruhte darauf, dass die Autoren weniger praktische Kenntnisse als z. B. Ganassi erwerben konnten. Die deutsche Musik beherrschten Blasinstrumente wie Zink und Posaune, Schryari, Schalmeien und Blockflöten, daneben Orgel und Regal. Gerles und Agricolas Werke verfolgten eher einen pädagogischen als einen künstlerisch-philosophischen Anspruch, denn sie wollten die Streichinstrumente erst ins deutsche Musikleben einführen, das sich in der Reformationszeit gründlich von der italienischen Renaissance unterschied. Erst gegen Ende des Jahrhunderts änderte sich die Lage. 1571 erwarb ein Händler im Auftrag der Fugger einen Chest of viols, sechs „grosse welsche geigen“ aus Londoner Herstellung für den Hof in München. Die Viola da gamba hielt auch in die deutsche Musiklandschaft Einzug.

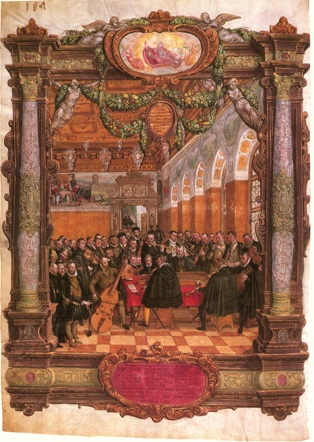
Hans Mielich: Die Hofkapelle zu München (16. Jahrhundert). Das Ensemble nahm die Orchestertechnik auf, die Orlando di Lasso in Italien kennen gelernt hatte.

Seit 1562 wirkte Orlando di Lasso als Hofkapellmeister in München. Er hatte das italienische Musikleben in seiner Studienzeit selbst erlebt. Als ein „Fundamentalinstrument“ integrierte er die Viola da gamba in die Münchener Hofkapelle, die später zum Besetzungsvorbild für die generalbassorientierten Ensembles wurde. Davon profitierte die Diminutionspraxis unmittelbar und mittelbar auch die Satzweise der Mehrchörigkeit. Die Viola da gamba war zum Element der musikalischen Erneuerung geworden und hatte gleichzeitig eine tragende Funktion im Ensemblespiel übernommen. Die deutschen Gamben waren meist fünfsaitig und unterschieden sich von den italienischen Vorbildern im Bau, der weniger unter dem Einfluss der Lauten stand. Ihre Stimmungen eigneten sich besonders zum Ensemblespiel. Diminutionen wurden zur Ausschmückung von Klauseln empfohlen. Das virtuose Solospiel stand noch am Anfang. Die Literatur umfasste wie in Italien vorwiegend vokale Formen wie Lied- und Motettensätze. Anders als in der italienischen Musik forderte die Besetzung nie ausdrücklich Gambenstimmen. Auch die Tanzsatzfolgen, die parallel zu den französischen Suiten erschienen, berücksichtigten sie nicht. Dies war eine Folge der deutschen Bläsertradition.

#### Frankreich
Die ersten französischen Gamben, die Philibert Jambe de Fers Epitome musical (1556) beschrieb, waren eher mit den deutschen als mit den italienischen verwandt. Zunächst wies die Korpusform Eigenschaften des Violintypus auf. Dazu waren sie durchgängig in Quarten gestimmt ohne die lautentypische Terz in der Mitte. Außerdem betonte Jambe de Fer den hohen gesellschaftlichen Status des Gambenspiels. Den Ton der Violine beschrieb er als plus rude (frz. „sehr rau“), sie sei ein Spielmannsinstrument, kein Instrument der Vornehmen. Die zeitgenössischen Handlungsbücher wiesen italienische, deutsche und flämische Namen von Musikern aus. Sie hatten ihre süd- bzw. nordalpinen Instrumententypen mit ins Land geführt. Besonderes Ansehen scheinen die Musiker aus den Nordalpenländern genossen zu haben. Sie dienten zur Präsentation vor ausländischen Staatsgästen. Im Gegensatz zur italienischen Kammermusik der akademischen Zirkel orientierte sich das französische Musikleben eher an festlicher Prachtentfaltung. Consorts in der typischen Sechserbesetzung spielten bei öffentlichen Anlässen auf, bei Theateraufführungen, sogar unter freiem Himmel.
Die Bildwerke des 16. Jahrhunderts weisen darauf hin, dass sich die Basslastigkeit in Frankreich fortsetzte. Übermannshohe basse-contre-Instrumente wurden gebaut, größer als der Violone. Obwohl der italienische sechssaitige Viola-da-gamba-Typ bereits in der zweiten Jahrhunderthälfte eingeführt und von Jacques Mauduit gefördert worden war, überwog das fünfsaitige Instrument noch bis in die Mitte des 17. Jahrhunderts und war das bevorzugte Schulinstrument. Das Repertoire umfasste Chanson- und Motettenbearbeitungen, Tänze als Vorformen der französischen Suite und Fantasien. Die Kompositionen von Claude Gervaise, Eustache du Caurroy, Estienne du Tertre, Jacques Moderne und Claude Le Jeune sind oft noch rein homophon und wenig kunstvoll ausgearbeitet.

#### England
Während die deutsche Musik den Bläsern einen höheren Rang einräumte, entwickelten die Engländer seit dem Spätmittelalter ein besonderes Interesse an Saiteninstrumenten. Um das Jahr 1547 zählte das Inventar Heinrichs VIII. 54 Violen und Lauten. Bis zur Zeit Elisabeths I. reifte das Consortwesen zur vollen Blüte. Das Gambenspiel breitete sich in England bis 1540 aus. King’s Musick, die Hofkapelle der Könige, stand internationalen Musikern offen. Seit der Mitte des 16. Jahrhunderts ließen sich zahlreiche Italiener in London nieder, speziell ehemals jüdische Konvertiten aus Norditalien, die vor der spanischen Inquisition vom Kontinent geflüchtet waren. Zu ihnen gehörte die Familie der Bassano, deren Oberhaupt Jeronimo aus Venedig an den Königshof gekommen war. Die Nachfahren, u. a. sein Sohn Anthony Bassano, wirkten als Flötisten und Violisten eines sechsstimmigen Consorts in der Kapelle. Das höfische Musikleben lag ganz in italienischer Hand und vermischte sich mit einer voll ausgebildeten nationalen Tradition: die Vokalwerke waren auf englische Texte verfasst, die Volksliedmelodien besaßen einen hohen Stellenwert. Komponisten wie William Byrd und später Orlando Gibbons schrieben Madrigalkompositionen, die im Gambenconsort als Instrumentalfassungen gespielt wurden. Als vokal-instrumentale Mischbesetzung ging aus den volkstümlichen Airs der vier- bis fünfstimmige Consort Song hervor.

### 17. Jahrhundert

#### Italien
Die Viola da gamba blieb nach wie vor ein geschätztes Soloinstrument und hatte das Akkordspiel der Lira da gamba überlassen. Allerdings sollte sich diese nicht dauerhaft durchsetzen. Mit dem Ende des 17. Jahrhunderts kam sie aus der Mode. Eine Tendenz der italienischen Renaissance war die Entwicklung eines modernen Konzertlebens mit der Trennung von Ausführenden und Zuhörern. Es formten sich Instrumentalensembles mit solistischer Viola, mit Violinen und Zinken. Das Gambenconsort verlor nach 1600 seine führende Bedeutung in Italien. Obwohl viele Quellen des späteren 17. Jahrhunderts noch Gambisten nachweisen, praktizierte man das kammermusikalische Spiel nur mehr vereinzelt in geistlichen Konzerten oder Akademien. Inzwischen entwickelte sich die Viola bastarda in den höfischen Zirkeln zu einer Solostimme mit Generalbassbegleitung weiter. Bedeutender aber war die Entfaltung der Violinliteratur. Im Gegensatz zur Basslastigkeit anderer Musikkulturen bevorzugten die Italiener hohe Lagen. Sie richteten ihr Interesse auf die Oberstimme und nutzten den Bass lediglich als harmonische Stützfunktion. Der brillante Klang der Barockvioline lief der Diskantgambe rasch den Rang ab. Die Bassgamben blieben lediglich als Continuo-Instrumente.

#### England

Ausschnitt aus Abraham Lambertsz. van den Tempels David Leeuw mit seiner Familie (1671). Der Gambist ist Leeuws Sohn Pieter. Seine mit zwei individuell geformten Schalllöchern und einer Rosette versehene Viola bastarda weist eine deutlich enger gebaute Unterzarge auf. Sicher erleichterte dies dem jungen Instrumentalisten das Spiel.

Das Consortspiel erfreute sich ungeschmälerter Beliebtheit. Auch der Laute bedienten sich die englischen Musiker, sie blieb der Viola ebenbürtig. Lehrwerke wie Thomas Robinsons The Schoole of Musicke (1603) behandelten meist beide Instrumente. Titelblätter mit Besetzungsangaben wie to be sung to the lute or viol (engl. „mit Lauten- oder Gambenbegleitung zu singen“) ließen die freie Wahl bei der Ausführung. Die Lyra viol nutzte weiterhin die französische Lautentabulatur. Die beiden Instrumente führten eine Koexistenz als Soloinstrumente ohne Berührungspunkte. Viele Spieler beherrschten sowohl Viola als auch Laute oder die Theorbe, die bis 1620 als Generalbassinstrument vorherrschte; später nutzte man (anders als auf dem Kontinent) die Orgel. Aber außer John Dowlands Lachrimae or Seaven Teares (1604) ist kein Werk erhalten, das Consort und Solo-Laute vereint hätte.

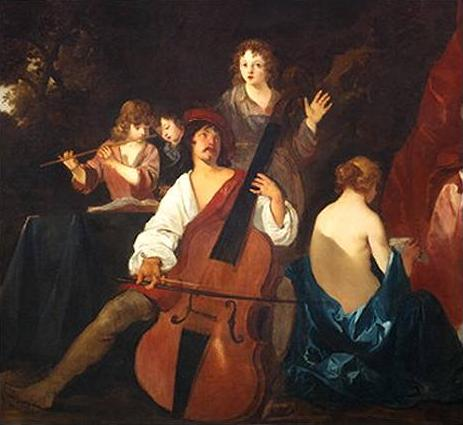
Violone auf einem Bild von Peter Lely (um 1650). Das Gemälde zeigt eine englische Division viol mit ƒ-förmigen Schalllöchern und flachen Oberbügeln.

Die Musik der englischen Oberschicht bestimmten zwei Institutionen, die Hofkapelle im weltlichen und die Chapel Royal im geistlichen Bereich. Beide beschäftigten nach wie vor italienische Musikerdynastien, aber auch einheimische Komponisten wie Nicholas Lanier, John Bull, Thomas Lupo, Robert Johnson, Thomas Ford, William Lawes, John Jenkins und Thomas Tomkins, die als staatliche Würdenträger eine privilegierte Position genossen. In dieser elitären Klasse fungierte die Viola da gamba als Statussymbol. Die Instrumente waren mit Intarsien und Schnitzereien geschmückt und mit Familienwappen bemalt. Die Darmsaiten wurden zu hohen Kosten aus Italien importiert. Gedruckte Lieder und Madrigale waren mitunter Bürgerlichen gewidmet, die solistische Gambenliteratur jedoch nur Angehörigen der Aristokratie. Die Consortmusik erschien bis auf wenige Ausnahmen nicht im Druck, sondern beschränkte sich auf handschriftliche Kopien.
Ab 1600 sind Diminutionen mit starker rhythmischer Komponente über einem ostinaten Bass bekannt, die divisions upon a ground. Die Division viol, ihre Spieler und die Divisions waren auch in Kontinentaleuropa berühmt. An der Lira da gamba zeigten die Engländer kein Interesse. Sie zogen die Lyra viol vor, da sie sich für eine Vielzahl von Saitenstimmungen eignete; diese leiteten sich von Dreiklangsbrechungen ab. Spieltechnisch waren Division viol und Lyra viol indes nicht vollkommen voneinander getrennt. Die Division viol eignete sich sowohl für akkordisches Spiel als auch die Lyra viol für Diminutionen.
Christopher Simpson: Der Ground und eine Division-Möglichkeit
Einige Theoretiker, unter ihnen Musiker wie Praetorius und Mersenne, Wissenschaftler wie René Descartes und Francis Bacon, hatten sich eingehend mit der Erregung von Resonanzen in schwingungsfähigen Systemen beschäftigt. Die Erfindung der Epoche waren sympathetische Saiten, d. h. solche, die die Schwingung gestrichener Saiten aufnehmen und den Instrumentalklang verstärken. Die Lyra viol war das erste spielfähige Resonanzsaiteninstrument.
Gegen 1625 trat eine Wende in der englischen Kultur ein. Um das Krönungsjahr Karls I. und an einem Hochpunkt der englischen Musikgeschichte starben zahlreiche namhafte englische Komponisten, Byrd, Gibbons, Cooper, Dowland, Bull und Ferrabosco. Die junge Königin Henrietta Maria brachte bei ihrer Übersiedlung ein Gefolge von Musikern nach London, die den italienischen Einfluss durch den französischen ablösten: zweiteilige Tanzformen, subtile Verzierungen und den preziösen Zeitgeschmack. Die Consort-Literatur und die Musik der Lyra viol nahmen sich die französische Lautenmusik zum Vorbild. Neue Ensembleformen mit heterogenen Besetzungen formten sich. Lawes’ Harp Consorts sind für Violine, Division viol, Harfe und Theorbe kombiniert, für Zusammenklänge aus Darm- und Metallsaiten. Jacques Gaultier belebte die Lautenmusik neu durch Kompositionen im Style brisé, das heißt mit gegeneinander verschobenen mehrstimmigen Melodielinien. Die Gambenmusik ahmte diese Technik später nach. Neue terzreiche Stimmungen und Skordaturen für die Laute entstanden. Die Musik erlebte eine ästhetische Überfeinerung.
Die Bürgerkriegszeit und die sich anschließende republikanische Zeit zerstörten das öffentliche Kulturleben. Für gut zwei Jahrzehnte erschienen keine neuen Noten im Druck. Die Schulen bildeten keinen Nachwuchs mehr aus. Die meisten Musiker wurden vertrieben oder zogen sich ins Privatleben zurück. Die englische Musik fiel auf den Status des Dilettantismus zurück, der noch über produktive Komponisten wie John Jenkins oder Christopher Simpson, aber nicht mehr über technisch erfahrene Instrumentalisten verfügte. Eine neue nationale Musikschule residierte im Exil in Oxford. Hier zeigte sich an den Schülern, dass ihnen die Violine im Vergleich zur Gambe noch recht unbekannt war: sie stimmten sie in Quarten statt in Quinten und hielten sie wie eine Treble viol zwischen den Beinen. Aber auch nach der Krönung Karls II. und der Rückkehr zur Monarchie erholte sich die Tradition nicht. Das Gambenconsort verblieb in den privaten Kreisen der Gentry, statt in die Hofkapelle zurückzukehren. Die Division viol konnte sich noch eine Weile lang neben der aufkommenden Violine behaupten. Danach beherrschte der französische Geschmack im Stil von Jean-Baptiste Lullys Vingt-Quatre Violons du Roy die King’s Musick. Einige Fantasien von Henry Purcell sind erhalten. Bis ins 18. Jahrhundert spielten auf dem Lande Consorts. 1652 publizierte der Verleger John Playford das Schulwerk Musick’s Recreation on the Lyra-viol (engl. „Musikalische Erholung auf der Lyra viol“), das mit jeder der drei Neuauflagen nur anspruchsloser wurde. Dann vergaß man die Viola da gamba.

#### Frankreich

Johann Kupetzky: Bildnis einer musikalischen Dame (17. Jahrhundert). Die Diskantgambe, hier ein Dessus de viole, galt als typisches Dameninstrument.

Consortmusik blieb in Frankreich die Ausnahme. Wenige Komponisten wie Claude Le Jeune, Louis Couperin und Marc-Antoine Charpentier verfassten Ensemblewerke, und auch diese waren maximal vierstimmig. Das Ensemblevorbild blieben Lullys Vingt-Quatre Violons du Roy, deren Klang und Orchesterdisziplin die repräsentative Musik der Bourbonenkönige besser zur Geltung brachten. Die Satzweise unterschied sich von der englischen. Während die Diskantstimme für den Dessus de viole brillante Solopassagen spielte, übten die Mittel- und Unterstimmen nur eine Begleit- und Stützfunktion aus. Die sechssaitige Gambe hatte sich allgemein durchgesetzt. Aus den Erfahrungen mit der Laute entstand nun in Frankreich in kurzer Zeit eine solistische Spieltechnik. Berühmte Solisten der Zeit waren André Maugars und Nicolas Hotman.

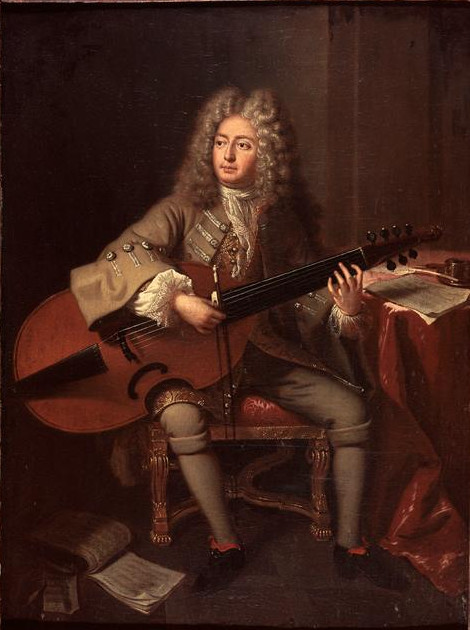
Marin Marais mit dem siebensaitigen Basse de viole. Bildnis eines anonymen Malers

Das Lauten- und Gambenrepertoire bestand aus zweiteiligen Tanzsätzen, aus Branles oder Paaren von je einem schnellen und einem langsamen Tanz, aus Airs, Piècen in freier Form und Préludes. Man stellte die Einzelsätze zu Suiten zusammen, das verbindende Element war die Tonart. Ihr berühmtester Vertreter als Komponist und Instrumentalist war Marin Marais. An Diminutionen zeigte die französische Musik kein Interesse. Die verfeinerte Spieltechnik richtete ihr Augenmerk auf die Tonbildung und vor allem auf die Ornamentik. Die Verzierungen wurden nicht nur subtiler, sie erschienen erstmals in großer Anzahl im Notentext, durch Buchstaben und Zusatzzeichen abgekürzt oder ausnotiert. Zahlreiche Spielvorschriften sind in Jean Rousseaus Traité de la viole, in Simpsons Division Viol, später in Johann Joachim Quantz’ Versuch einer Anweisung die Flöte traversiere zu spielen (1752) erhalten.
Lagenspiel und Ornamentik bei Marin Marais: Idylle

Prinzessin Henriette de France als jugendliche Gambenspielerin. Das historisierende Porträt von Jean-Marc Nattier entstand 1754.

Vermutlich hat Monsieur de Sainte-Colombe die siebte Saite in Kontra-A auf der Bassviola eingeführt. Siebensaitige Gamben waren schon vorher bekannt und der Trend zur Basslastigkeit spiegelte sich im tiefen französischen Stimmton wider. 1688 kam es zwischen Rousseau und Demachy zu einem öffentlichen Streit um das melodische und das harmonische Spiel. Der vordergründige Anlass für die Polemik war die Stellung des linken Daumens. Demachy beanspruchte für sich die alte Lautentechnik, den Daumen dem Zeigefinger gegenüber zu halten. Rousseau berief sich auf Sainte-Colombe, bestritt eine Beziehung zur Lautentechnik und plädierte für die Position gegenüber dem Mittelfinger. In der Folge unterschied man in der Violenmusik spieltechnisch zwischen Pièces de mélodie und Pièces d’harmonie. Die Lehrwerke trennten sich.

#### Deutschland und die Niederlande

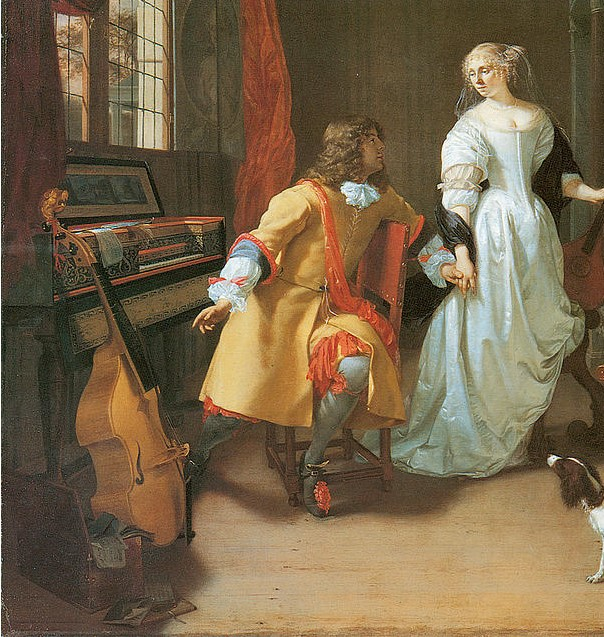
Jan Verkolje: Elegantes Paar (um 1674). Die Viola da gamba entspricht der typischen Bauform ihrer Zeit

Der englische Einfluss auf das deutsche Musikleben hielt an. Als 1613 der Kurfürst Friedrich Elisabeth Stuart heiratete, ließ sich John Cooper am Heidelberger Hof nieder. Weitere Landsmänner folgten ihm und breiteten die Consorttechnik in den Fürstentümern aus. Mit den Musikern kamen auch die Instrumente ins Land, englische und italienische Gamben, und die Fünfstimmigkeit der Madrigale Claudio Monteverdis. Johann Hermann Scheins Banchetto musicale (1617) und Samuel Scheidts Ludi musici (1621) empfanden das englische Klangbild von William Brade und Thomas Simpson nach. Der Generalbass, ausgeführt von Laute, Theorbe oder Cembalo, hatte sich bereits weiterentwickelt als in anderen Ländern. Die solistische Aufführungspraxis für die Viola da gamba war aber bis zu diesem Zeitpunkt vorwiegend Improvisation und wurde kaum notiert. Gedruckte Werke liegen nicht vor.
Der Dreißigjährige Krieg erschütterte das Musikleben in Deutschland, Polen, Böhmen und in den Niederlanden nachhaltig. Die Fürstenhöfe entließen ihre Musiker, verkleinerten oder schlossen ihre Kapellen. Der Notendruck stagnierte. 1648 war die Epoche des Gambenconsorts in Deutschlands vorbei. Die englischen Gambisten besaßen keine Geltung mehr, an ihre Stelle traten italienische Musiker, die die Barockvioline einführten. Durch die politische Zersplitterung Deutschlands bildete sich eine vielfältige Musikkultur regionaler Gegensätze heraus. Es gab keinen einheitlichen öffentlichen Kulturträger. Die Sakralmusik trat mehr in den Vordergrund. In protestantischen Gebieten, in denen die wortbetonte Musik gepflegt, und in calvinistischen, wo die Gläubigen vollständig auf Kunstmusik verzichteten, war Instrumentalmusik nicht gefragt. Aus der italienischen Triosonate für zwei Violinen und Bass schufen Komponisten wie Johann Philipp Krieger, Philipp Heinrich Erlebach und Dietrich Buxtehude immerhin eine deutsche Variante für Violine, Viola da gamba und Generalbass. Das Spiel beschränkte sich auf die oberen drei Saiten und die höheren Lagen, akkordisches Spiel schwand völlig.

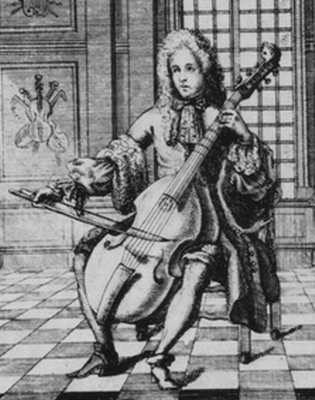
Carolus Hacquart. Zeitgenössischer Stich in einer Notenausgabe.

Im norddeutschen Raum bauten die Hansestädte Lübeck und Hamburg ein eigenes Musikleben auf, das die englische Consort-Tradition mit der Mehrchörigkeit und dem italienischen Solospiel verband. Man besann sich hier auf die schon zuvor praktizierte Austauschbarkeit von Posaunen- und Gambenstimmen, so dass die Streichinstrumente wieder Einzug in die festliche Kirchenmusik hielten. Diskant- und Altviolen verschwanden. Übrig blieb die Bassgambe als Continuo- und Soloinstrument. Führende Institutionen waren das Hamburger Collegium musicum um Matthias Weckmann, Johann Schop, Thomas Selle und Christoph Bernhard, die ursprünglich von Franz Tunder begründeten Abendmusiken in St. Marien zu Lübeck und das Consort Friedrich Wilhelms von Brandenburg.
Die Niederlande hatten seit dem Tod Jan Pieterszoon Sweelincks kaum eigene Musik hervorgebracht, stattdessen aber viele ausländische Einwirkungen aufgenommen. Die große religiöse Toleranz förderte die Ansiedelung von Flüchtlingen aus ganz Europa, spanischen und portugiesischen Juden und französischen Hugenotten. Hier wirkten Künstler wie Walter Rowe, Dietrich Steffkins, Nicolas Hotman, Carolus Hacquart und schließlich Johannes Schenck, der Gambist am Düsseldorfer Hof Johann Wilhelms II. von der Pfalz wurde. Er pflegte einen Mischstil mit Suiten nach französischer Art und Kirchensonaten. Das Satzbild ist in seiner Mehrstimmigkeit dabei allerdings teilweise derart kompliziert und überladen, dass es an der Grifftechnik der Gambe vorbei komponiert erscheint.
Die deutsche Gambenliteratur des 17. Jahrhunderts ist insgesamt schwer zu beurteilen, da zahlreiche gedruckte Tabulaturen verschollen sind.

### 18. Jahrhundert

#### Frankreich

Bildnis des Marquis de Baussan von einem Anonymus des 18. Jahrhunderts. In seiner Hand hält der französische Edelmann den Pardessus de viole, das kleinste Instrument der Gambenfamilie.

Antoine Forqueray: La Marella, die IV. Suite für Viola da gamba und Basso continuo

Nachdem der siebensaitige Basse de viole sich in Frankreich endgültig durchgesetzt hatte, schufen Rousseau, Le Sieur Danoville und Marais ihm mit Kompositionen für ein bis drei Instrumente ein spieltechnisches Fundament. Das Repertoire gründete auf der inzwischen formal gefestigten Suite, auf Tanzsätzen und Charakterstücken. Marais’ Schreibweise war bassbezogen, das in Deutschland und England beliebte Spiel in der Diskantlage über dem Continuo war nur von untergeordneter Rolle. Überhaupt wurde der Generalbass als zweitrangig behandelt, er übernahm oft nur eine Reduktion der Hauptstimmen.
Eine kritische Auseinandersetzung brachte Hubert Le Blancs Streitschrift Défense de la basse de viole contre les entreprises du violon et les prétensions du violoncelle (1740). Einerseits zog sie die Viola da gamba der aufkommenden Violine und dem Violoncello vor, andererseits bemängelte sie die französischen Pièces und Suiten als einseitig. Für eine stilistische Erneuerung sorgte Antoine Forqueray, der Anregungen aus der italienischen Musik in die Spieltechnik einführte. Seine Kompositionen nutzen den vollen Tonumfang der Bassgambe und bisher nicht bekannte Akkordkombinationen in allen Lagen. Sein Sohn Jean-Baptiste, selbst ein berühmter Gambist, veröffentlichte die Kompositionen nach dessen Tod.
Eine weitere Neuheit des Jahrhunderts waren die beiden Diskantgamben-Typen, der Dessus und der Pardessus de viole. Ein geschichtlicher Streitpunkt ist, ob sie ursprünglich als „Dameninstrumente“ entwickelt wurden. Beide waren in der Kammermusik geschätzt, da sie sich als Alternative zu Violine, Oboe und der noch neuen Querflöte anboten. Der ältere Forqueray hatte sie auch statt des Basse de viole eingesetzt.

#### Deutschland

Die Bauform der Viola da gamba war nie eindeutig festgelegt. Ihre stärkste Veränderung erfuhr sie im 17. Jahrhundert

Deutschland und das übrige Europa übernahmen den französischen Stil. Die Viola da gamba behielt ihren Status als Soloinstrument für den privaten Gebrauch in der Aristokratie. Etliche Fürsten beherrschten das Spiel, Friedrich Wilhelm I. von Brandenburg, Max Emanuel von Bayern, Leopold von Anhalt-Köthen und Friedrich Wilhelm von Preußen.
Carl Friedrich Abel, der Sohn Christian Ferdinand Abels, gilt als der letzte deutsche Virtuose des Jahrhunderts. Seit dem Ausgang des 17. Jahrhunderts wurden die Gambensolisten zu reisenden Berufsmusikern (den heutigen professionellen Instrumentalsolisten durchaus vergleichbar), zu fest angestellten Kammermusikern mit diplomatischen Hofämtern, wie sie Johannes Schenck und Ernst Christian Hesse innehatten, oder sie ergänzten ihren Arbeitsbereich um das Violoncellospiel. Mit diesem Schritt brach die traditionelle Kombination von Gambe und Laute ab. Wie in England war die Viola ein Dilettanteninstrument geworden und ihre Rolle auf ein Ersatzinstrument eingeschränkt. Johann Mattheson kommentierte in Das neu-eröffnete Orchestre (1713):

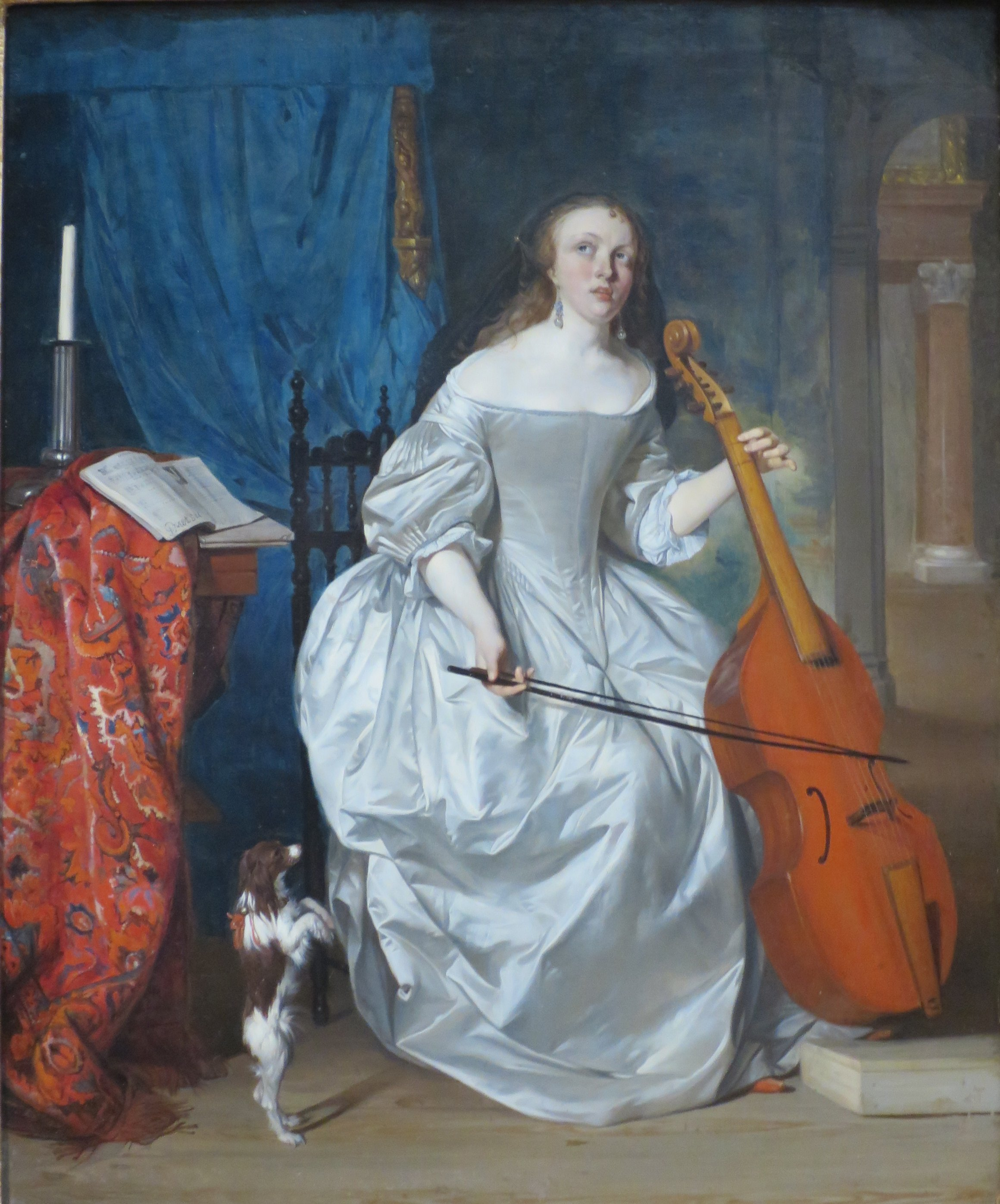
Gabriel Metsu: Träumerei (1663). Das empfindsame Zeitalter wandte indessen sein Interesse eher der Violine und dem Violoncello zu.

„Ihr meister Gebrauch bey Concerten ist zur Verstärckung des Basses, und praetendiren einige gar einen (…) General-Bass darauff zu wege zu bringen/ wovon ich noch biß dato eine vollkommene Probe zu sehen/ das Glück nicht gehabt habe (…).“

Friedrich Wilhelm II. versuchte noch einmal, die Viola da gamba zu kultivieren. Mit seinem Lehrer Ludwig Christian Hesse, dem Sohn Ernst Christians, bat er Jean-Baptiste-Antoine Forqueray um Noten und spieltechnische Unterweisung. Der Kontakt kam zustande, die nach Preußen übersandten Kompositionen sind nicht mehr erhalten. Einige Sonaten Carl Philipp Emanuel Bachs für die Diskantgambe entstanden in dieser Zeit. In gemischten Besetzungen bei Carl Heinrich Graun, Carl Stamitz u. a. war die Bassgambe oft noch obligates Instrument. Georg Philipp Telemann komponierte Zwölf Fantasien für Viola da Gamba solo (Fantaisies pour la Basse de Violle), die er 1735 herausgab. Für die Diskantgambe, die in Deutschland eher dem Dessus als dem Pardessus entsprach, verfassten Johann Daniel Hardt, Telemann, C. Ph. E. Bach und Johann Melchior Molter Werke von teils sehr anspruchsvoller Technik. Die übrige Literatur bestand überwiegend aus Violinmusik, die für die Gambe eingerichtet wurde. Parallel dazu bemühten sich die Instrumentenbauer um technische Modifikationen, die den Klang steigern sollten, auch wenn dabei manche Charakteristika verloren gingen. Der Hals neigt sich bei diesen Gamben zurück, der Boden ist gewölbt, Wände und Innenbalken sind verstärkt. Aber der neue Typ hatte keine Chance und wurde nicht ins Orchester aufgenommen.
Die letzte Neuentdeckung des empfindsamen Zeitalters war das Baryton, das zusammen mit der Viola d’amore seit dem Ende des 17. Jahrhunderts als Liebhaberinstrument gespielt wurde. Sein Klang war weich, außerordentlich nuanciert und silbrig, die Spieltechnik jedoch verhältnismäßig schwierig wegen dreier Saitenbezüge, von denen einer zum Zupfen diente. Als Hofmusiker auf Schloss Esterházy komponierte Joseph Haydn 126 Trios für seinen Dienstherrn, den Fürsten Nikolaus I. Das Instrument kam mit der Vorklassik aus der Mode.
Diskantgambenspiel bei Carl Friedrich Abel: Sonate für Viola da gamba solo G-Dur, 2. Satz

### 19. Jahrhundert
Bis auf wenige Interpreten wie Franz Xaver Hammer oder Joseph Fiala war die Viola da gamba im 19. Jahrhundert weithin vergessen. Weder Musikpraxis noch Fachliteratur hatten sich nennenswert mit ihr beschäftigt. Unterdessen betrachtete man das Violoncello als Bezugspunkt der Gambe und spielte die noch vorhandenen Instrumente ohne Bünde, hielt den Bogen im Obergriff und stellte sie auf einen Stachel. Viele Instrumente wurden zu Violoncelli „umgebaut“, etliche sind dabei zerstört worden, bei den meisten anderen ist kein Originalhals mehr erhalten. Zahlreiche in dieser Zeit „entdeckte“ Gamben erwiesen sich später als Fälschungen. Die Zargen wurden niedriger geschnitten, die Böden von Diskantgamben am unteren Ende abgeschrägt, um sie in der Viola-da-braccio-Haltung spielen zu können; aus Decke und Boden von Bassgamben sägte man kleinere Instrumente heraus; die Deckeninnenseiten wurden ausgeschliffen oder unterfüttert, die Innenbalken durch stärkere ersetzt. Zudem wurden einige Instrumente mit Metallsaiten bespannt, so dass Decke und Boden unter dem Druck einbrachen.
1840 erwähnt ein Artikel über Christian Podbielski in der Neuen Zeitschrift für Musik die Viola da gamba als „romantische[s] Instrument“.
Erst um 1880 erwachte das Interesse an der Viola da gamba neu, um sie in die damalige Musik einzubeziehen. Allerdings geschah dies eher aus musealer Neigung. Bei der Uraufführung von Julius Rietz’ Oper Georg Neumark und die Gambe (1885) in Weimar erschien auf der Bühne eine Viola da gamba, für die Rietz eine historisierende Originalmusik komponiert hatte. Doch die Pläne, das Instrument wieder in Orchesterapparat und Konzertwesen zu integrieren, schlugen fehl. Stattdessen fertigte man Gamben-Arrangements nach romantischer Musik an.

### Ab dem 20. Jahrhundert
Neue Akzente setzte um die Jahrhundertwende der englische Instrumentenbauer und Musikforscher Arnold Dolmetsch, der als Pionier der Historischen Aufführungspraxis gilt. Nach Quellenstudium und praktischen Versuchen gründete er ein sechsstimmiges Consort aus den Mitgliedern seiner Familie und demonstrierte in öffentlichen Konzerten das Gambenspiel in historisch korrekter Spieltechnik und -ästhetik. Die Veranstaltungen waren beliebt und weckten die Aufmerksamkeit der englischen Musikwelt.

#### Lehrwerke und Spielmusik
Die ersten deutschen Versuche in Lehrwerken von Paul Grümmer (1928) und Christian Döbereiner (1936) beschränkten sich dagegen auf die solistische Bassgambe. Die historische Spieltechnik erkannten sie zwar an, hielten sie aber für überholt. Erst Joseph Bacher (1932) und August Wenzinger (1935) wandten sich im Zuge der Jugendmusikbewegung den historischen Originalen zu. Neben der Wiederentdeckung der alten Spielmusik für Amateurensembles griffen sie auch die historische Spieltechnik wieder auf, allerdings nur in Ansätzen. Das Spiel auf leeren Saiten lehnten sie weitgehend ab. Genaue instrumentalpädagogische Darstellungen leisteten erst Jean-Louis Charbonniers Jouer et apprendre la viole de gambe (1976) für die französische Sologambe und Play the viol (1989) von Alison Crum und Sonia Jackson für das Consortspiel. Einen ganzheitlichen methodischen Ansatz nach historischen Quellen beschreibt die Schule von Verena Kronseder in dem Werk Handbuch des Gambenspiels (2024).

#### Neue Kompositionen für Viola da gamba
Neue Musik für die Viola da gamba entstand in der Jugendmusikbewegung u. a. von Jens Rohwer, im weiteren Verlauf des 20. Jahrhunderts jedoch nur sehr vereinzelt, z. B. Pierre Bartholomées Tombeau de Marin Marais für Violine, zwei Gamben und Klarinette oder Dieter Krickebergs vierteltönige Fantasia für 4 Gamben, die an die chromatischen Experimente des 16. Jahrhunderts anknüpft.
Hugo Herrmann schrieb 1931 ein Konzert für Gambe und Streichorchester (op. 79c, UA Wien), das seine deutsche Erstaufführung in Köln 1932 mit Paul Grümmer erlebte und diesem frühen Gambisten des 20. Jahrhunderts auch gewidmet ist.
Gambenmusik für einzelne CD-Projekte schrieben daneben Jazz-, Avantgarde- und Pop-Komponisten wie George Benjamin, Michael Nyman, Elvis Costello, Tan Dun, Alexander Goehr, Gavin Bryars, Barrington Pheloung, Barry Guy und Moondog. Dem Filmpublikum rief Die siebente Saite (Tous les matins du monde, 1991) des französischen Autors und Regisseurs Alain Corneau nach dem Roman von Pascal Quignard die Musik des 17. Jahrhunderts wieder in Erinnerung in Gestalt der Gambisten Sainte-Colombe (Jean-Pierre Marielle) und Marais (Gérard und Guillaume Depardieu).

#### Bedeutende Gambisten und Ensembles des 20. und 21. Jahrhunderts
Namen einiger wichtiger Gambisten sind beispielsweise August Wenzinger, Wieland Kuijken, Jordi Savall, Josef Ulsamer, Simone Eckert, Susanne Heinrich, Vittorio Ghielmi, Paul Grümmer, Hille Perl, Paolo Pandolfo, Thomas Fritzsch und Lucile Boulanger.
Bekannte Ensembles für Consortmusik sind Fretwork, Ulsamer-Collegium, Phantasm, Hamburger Ratsmusik, das Marais Consort und The Baltimore Consort.

### Historische Werke
Viola da gamba
- Christopher Simpson: The Division Viol or The Art of Playing Ex Tempore Upon a Ground. London 1665. Faksimile-Nachdruck hrsg. von J. Curwen & Sons, London 1955.
- Thomas Mace: Musick’s Monument. London 1676. Faksimile-Nachdruck hrsg. vom Centre National de la Recherche Scientifique, Paris 1966.
- Le Sieur Danoville: L’Art de toucher le dessus et le basse de violle. Paris 1687. Faksimile-Nachdruck hrsg. von Minkoff, Genf 1972
- Jean Rousseau: Traité de la viole. Paris 1687. Faksimile-Nachdruck hrsg. von Minkoff, Genf 1975.
- Michel Corrette: Méthode pour apprendre facilement à jouer du pardessus de viole à 5 et à 6 cordes avec des leçons a I. et II. parties. Paris 1738. Faksimile-Nachdruck hrsg. von Minkoff, Genf 1983.
- Hubert Le Blanc: Défense de la basse de viole contre les entreprises du violon et les prétensions du violoncelle. Amsterdam 1740; Faksimile-Nachdruck hrsg. von Karel Lelieveld, Den Haag 1983.
- Michel Corrette: Méthodes pour apprendre à jouer de la contre-basse à 3, à 4 et à 5 cordes, de la quinte ou Alto et de la viole d’Orphée, Nouvel instrument ajousté sur l’ancienne viole. Paris 1781. Faksimile-Nachdruck hrsg. von Minkoff, Genf 1977.

Spielpraxis und Theorie
- Girolamo Dalla Casa: II vero modo di diminuir con le tutte le sorte di stromenti. 2 Bände. Venedig 1584. Faksimile-Nachdruck hrsg. von Giuseppe Vecchi, Bologna 1970.
- Scipione Cerreto: Della Prattica musica vocale, et strumentale. Opera necessaria a coloro, che di musica si dilettano. Carlino, Neapel 1601.
- Pietro Cerone: El Melopeo. Tractado de musica theorica y pratica. Neapel 1613. Faksimile-Nachdruck hrsg. von Franco Alberto Gallo, Bologna 1969.
- Jean Baptiste Besard: Isagoge in artem testudinariam. Augsburg 1617. Faksimile-Nachdruck hrsg. von Peter Päffgen. Junghänel Päffgen Schäffer, Neuss 1974.
- Marin Mersenne: Harmonie Universelle, contenant La Théorie et la Pratique de la Musique. Paris 1636. Faksimile-Nachdruck hrsg. vom Centre National de la Recherche Scientifique, Paris 1965.
- Marin Mersenne: Harmonicorum Libri XII. Paris 1648. Faksimile-Nachdruck hrsg. von Minkoff, Genf 1972.

### Weiterführende Literatur
Instrument
- Christian Ahrens: Viola da gamba und Viola da braccio. Symposium im Rahmen der 27. Tage Alter Musik in Herne 2002. München 2006, ISBN 3-87397-583-1.
- Hans Bol: La Basse de viole du temps de Marin Marais et d’Antoine Forqueray. Creyghton, Bilthoven 1973 (Dissertation).
- Imke David: Die sechzehn Saiten der italienischen Lira da gamba. Orfeo-Verlag, Osnabrück 1999, ISBN 3-9806730-0-6.
- Christian Döbereiner: Ueber die Viola da Gamba und die Wiederbelebung alter Musik auf alten Instrumenten. Sonderdruck aus Zeitschrift für Musik. 1940, Heft 10, Leipzig 1940.
- Friedemann und Barbara Hellwig: Joachim Tielke. Kunstvolle Musikinstrumente des Barock. Deutscher Kunstverlag, Berlin/München 2011, ISBN 978-3-422-07078-3.
- Bettina Hoffmann: Die Viola da Gamba. Ortus Musikverlag, Beeskow 2014, ISBN 978-3-937788-32-6.
- Adolf Heinrich König: Die Viola da gamba. Anleitung zum Studium und zur Herstellung der Instrumente der Viola da gamba-Familie. Eine Berufskunde für Gambenbauer. Erwin Bochinsky, Frankfurt am Main 1985, ISBN 3-923639-64-3.
- Annette Otterstedt: Die Englische Lyra Viol. Instrument und Technik. Bärenreiter, Kassel 1989, ISBN 3-7618-0968-9 (Dissertation).
- John Rutledge: How did the Viola da gamba sound? In: Early Music. 7 (Januar 1979), S. 59–69.
- Erich Valentin: Handbuch der Musikinstrumentenkunde. Gustav Bosse, Regensburg 1954, S. 149–152 und 426.

Instrumentalspiel und Musik
- Barbara Schwendowius: Die solistische Gambenmusik in Frankreich von 1650–1740 (= Kölner Beiträge zur Musikforschung. Band 59). Bosse, Regensburg 1970, ISBN 3-7649-2563-9 (zugleich Dissertation).
- Veronika Gutmann: Die Improvisation auf der Viola da gamba in England im 17. Jahrhundert und ihre Wurzeln im 16. Jahrhundert (= Wiener Veröffentlichungen zur Musikwissenschaft. Band 19). Schneider, Tutzing 1979.
- Alison Crum/Sonia Jackson: Play the viol. The complete guide to playing the treble, tenor, and bass viol. Oxford University Press, 1989, ISBN 0-19-317422-7.
- Mark Lindley: Lauten, Gamben und Stimmungen. Deutsch von Alois Hoizkrumm. Wilsingen 1990, ISBN 3-927445-02-9.
- Fred Flassig: Die solistische Gambenmusik in Deutschland im 18. Jahrhundert. Cuvillier, Göttingen 1998, ISBN 3-89712-241-3 (zugleich Dissertation).
- Verena Kronseder: Handbuch des Gambenspiels. Anregungen zur technischen und musikalischen Arbeit. Edition Walhall - Verlag Franz Biersack, Magdeburg 2024, ISMN: 979-050265-270-8.

Sonstige Literatur
- Michael Praetorius: De Organographia. Wolfenbüttel 1619. Neudruck Kassel 1929.
- Alfred Einstein: Zur deutschen Literatur für Viola da Gamba im 16. und 17. Jahrhundert. Breitkopf & Härtel, Leipzig 1905 (Dissertation); Nachdruck 1972, ISBN 3-500-24050-X.
- Nathalie Dolmetsch: The viola da gamba. Its origin and history, its technique and musical resources. Hinrichsen Edition, New York / London / Frankfurt am Main / Zürich 1962.
- Nikolaus Harders: Die Viola da gamba und Besonderheiten ihrer Bauweise. Verlag Das Musikinstrument, Frankfurt am Main 1977, ISBN 3-920112-58-X.
- Ian Woodfield: The Early History of the Viol. Cambridge University Press, 1984, ISBN 0-521-24292-4.
- Annette Otterstedt: Die Gambe. Kulturgeschichte und praktischer Ratgeber. Bärenreiter, Kassel u. a. 1994, ISBN 3-7618-1152-7.
- Annette Otterstedt: Viola da gamba. In: Ludwig Finscher (Hrsg.): Die Musik in Geschichte und Gegenwart. Zweite Ausgabe, Sachteil, Band 9 (Sydney – Zypern). Bärenreiter/Metzler, Kassel u. a. 1998, ISBN 3-7618-1128-4, Sp. 1572–1597 (Online-Ausgabe, für Vollzugriff Abonnement erforderlich)